# Конституция СФРЮ 1974 года
Конституция СФРЮ 1974 года — третья и последняя конституция Социалистической Федеративной Республики Югославии. Вступила в силу 21 февраля 1974 года, действие окончательно прекратилось в результате распада Югославии, завершившегося в 1992 году.
Разработана и принята, во многом, под давлением националистических настроений, исходивших от югославских республик (особенно от Словении и Хорватии), которые требовали себе большей экономической и политической самостоятельности. Подобные стремления фактически превратили страну в конфедеративное государство со слабой центральной властью и сильными частями федерации. Такой дисбаланс должен был компенсироваться, по мнению создателей и идеологов новой конституции, единством и руководящей ролью Союза коммунистов Югославии. Конституционные преобразования подверглись резкой критике со стороны сербских учёных и интеллектуалов, высказывавших опасения, что необоснованное расширение прав и полномочий республик и автономных краёв в составе Югославии приведёт к стремительному росту национализма в составных частях федерации и к последующим требованиям о предоставлении им независимости. Однако высказанные замечания не были восприняты югославским руководством, а критики конституции подверглись гонениям и репрессиям. По замыслу создателей конституции, взятый государством курс на децентрализацию и укрепление правового статуса каждой федеральной единицы должны были гармонизировать национальные отношения между народами и народностями Югославии, основанные на идеях братства и единства.
Конституция 1974 года состояла из 406 статей и считалась одной из самых длинных конституций в мире. Конституционные положения базировались на десяти правовых принципах, которые представляли собой основополагающие начала устройства и организации югославского государства. Текст конституции отличался крайне низкой юридической техникой изложения, имел сложные и неясные формулировки. Большая часть конституционных положений была посвящена защите системы самоуправления от вмешательства государства, расширению представительства республик и автономных краёв во всех федеральных органах государственной власти и укреплению их самостоятельности в социально-экономической жизни в составе федерации. Хотя новая конституция в большей степени касалась вопросов кодификации социально-экономического строя в сторону дальнейшего усовершенствования и развития идей социалистического самоуправления, наиболее спорные в исторической перспективе последствия вытекали из её положений о государственном устройстве Югославии (в частности права народов Югославии на самоопределение, включая право на отделение от федерации), которые впоследствии использовались в качестве правового основания для оправдания распада Югославии и по-разному интерпретировались воюющими сторонами в ходе вооруженного конфликта в бывшей Югославии.
Согласно конституции, федеральный парламент (Скупщина СФРЮ) становился верховным органом власти и общественного самоуправления в стране. Его формирование предусматривало сложную избирательную процедуру. Сначала гражданами формировались общинные скупщины на территориях своего проживания из числа членов организаций объединённого труда, местных содружеств и общественно-политических организаций (Союза коммунистов Югославии, Социалистического союза трудового народа, Союза социалистической молодежи и Союза профсоюзов). Затем общинные скупщины избирали и направляли своих делегатов в первую палату федерального парламента — Союзное вече Скупщины СФРЮ, а также одновременно в республиканские и краевые скупщины, которые в свою очередь из избранных таким образом делегатов формировали свой состав делегатов уже во вторую палату федерального парламента — Вече республик и краёв Скупщины СФРЮ. Состав Президиума СФРЮ был сокращён с двадцати трёх до девяти членов, в который в равной пропорции входили представители каждой республики и автономных краёв, а также по должности Президент Югославии. Специальная норма конституции провозглашала Иосипа Броз Тито фактически пожизненным президентом. Конституция также расширила гарантии защиты прав и свобод человека, в том числе с применением судебных процедур, однако содержала универсальную оговорку о том, что ни один гражданин не должен использовать свои права и свободы для причинения вреда установленному конституционному строю. Автономные края Косово и Воеводина, входившие в состав Сербии, получили существенно расширенную автономию, включая де-факто право вето в сербском парламенте.
Некоторыми исследователями отмечается, что кардинальные изменения в федеративных отношениях, введённые Конституцией 1974 года, могли способствовать усилению центробежных тенденций, приведших к последующему краху и распаду государства. Вместе с тем, таких взглядов придерживаются не все, указывая, что, несмотря на отдельные недостатки, в целом развитие в конституции идей по децентрализации и самоуправлению республик и краёв привели к большей демократизации югославского общества.

## Причины принятия конституции

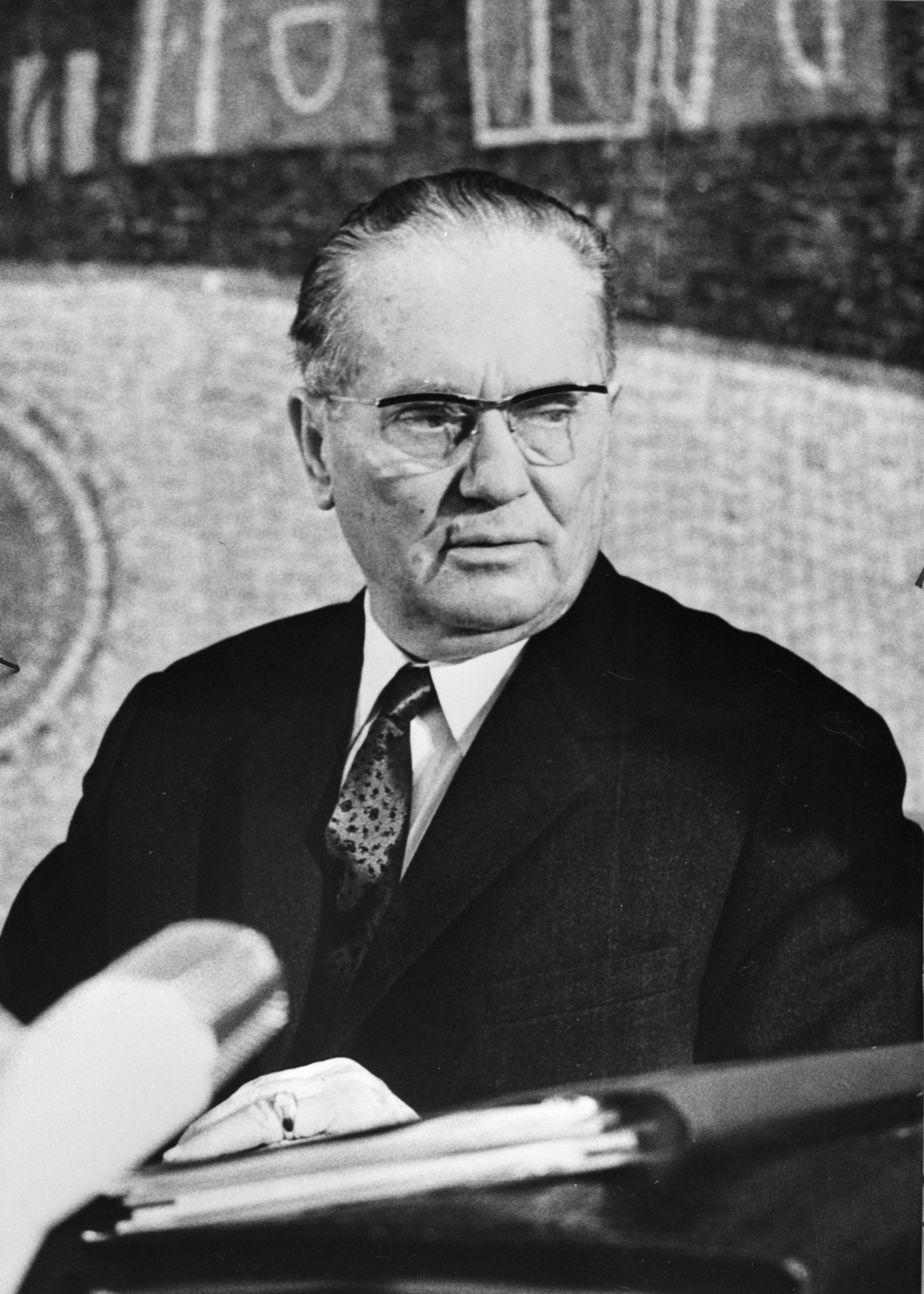
Иосип Броз Тито

Принятию в 1974 году новой конституции предшествовали важные политические события, произошедшие несколькими годами ранее и положившие начало децентрализации страны по национально-этническому принципу с предоставлением бо́льшей самостоятельности югославским республикам посредством развития в законодательстве Югославии доктрины самоуправления. Конституционное реформирование, предусматривающее активное внедрение идей самоуправления в правовую систему югославского государства и построение альтернативного от СССР пути развития социализма, началось сперва путём принятия в 1953 году масштабных поправок в Конституцию 1946 года, затем продолжилось с принятием Конституции 1963 года. Летом 1966 года вице-президент Югославии Александар Ранкович, последовательно выступавший против такой политики и ранее являвшийся одним из ближайших соратников Иосипа Броз Тито, на Брионском пленуме ЦК СКЮ был отстранён от всех занимаемых должностей и отправлен в отставку вместе со своим ближайшим соратником, союзным секретарём (министром) внутренних дел Светиславом Стефановичем. После этого оппонент Ранковича и приверженец либерализации государства посредством социалистического самоуправления Эдвард Кардель получил полную свободу в реформировании действовавшего законодательства в целях дальнейшего снижения роли центральных органов государства и укрепления политического и экономического самоуправления республик.

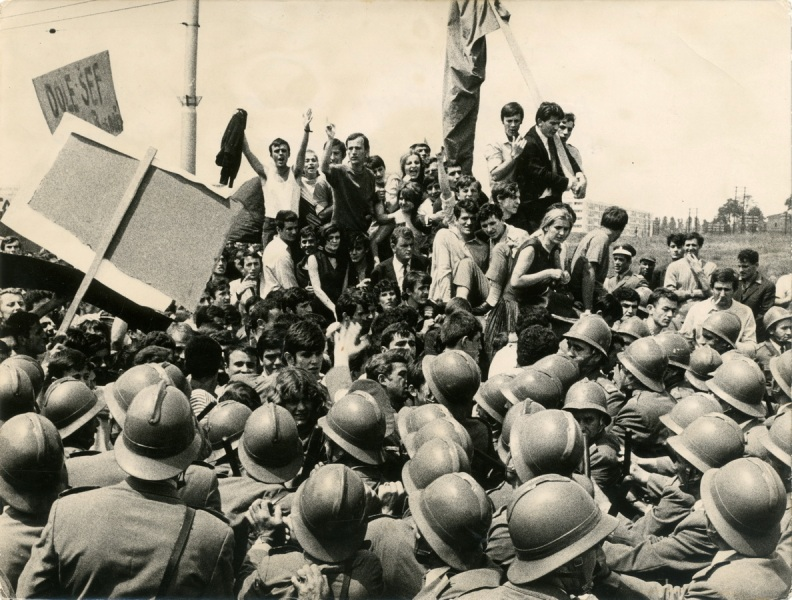
Студенческие демонстрации в Белграде в 1968 году

Вместе с тем, в Югославии постепенно возникали социальные и национальные противоречия. Реформы, которые произошли в экономике в 1960-е годы, не решили основных проблем неравномерного развития республик, входящих в федерацию, в связи с чем нарастало недовольство и усиление националистических настроений. В мае 1968 года в Белграде прошли студенческие демонстрации, в ноябре 1968 года — первые националистические демонстрации косовских албанцев в Косове, а также многочисленные забастовки рабочих на предприятиях. Требования бо́льшей республиканской независимости были особенно выражены в Хорватии. В 1971 году там возникло политическое движение Хорватская весна, ставившее своей целью расширение прав Хорватии в составе федерации, а также проведение демократических и экономических реформ. После личного вмешательства Тито в урегулирование хорватского кризиса в 1971 году, последовали масштабные чистки среди партийного руководства Хорватии, Сербии, Словении и Македонии.
В период с 1967 по 1971 год были приняты 42 конституционные поправки к действовавшей тогда Конституции 1963 года, ещё более расширяющие по отношению к федеральному центру права и компетенцию югославских республик и автономных краёв. Поправки 1967 года касались компетенции региональных парламентов, срока мандата руководителя республики; в 1968 году были расширены права Вече народов, представлявшего интересы республик и краёв в составе федерального парламента, вводились новые правила употребления языков и алфавитов, увеличивались экономические права и финансовые полномочия регионов; в 1971 году были разрешены некоторые проблемы самоуправления, предусматривался порядок формирования органов федерации из представителей республик и краёв на паритетной основе. Кроме того в 1971 году был сформирован коллегиальный руководящий орган — Президиум СФРЮ, призванный обеспечить интересы всех республик на федеральном уровне посредством делегирования в него своих представителей. Указанные поправки должны были устранить все имеющиеся разногласия, однако в конечном итоге такие точечные изменения законодательства не смогли полностью удовлетворить все требования республик и предотвратить в них рост националистических настроений. В свою очередь, представители автономных краёв также требовали пересмотра их конституционного статуса в составе федерации и необходимости уравнять права краёв с республиками. В результате чего у руководства страны во главе с Тито возникло осознание, что Югославии нужна совершенно новая конституция, предусматривающая радикальное реформирование принципов построения федеративного государства.

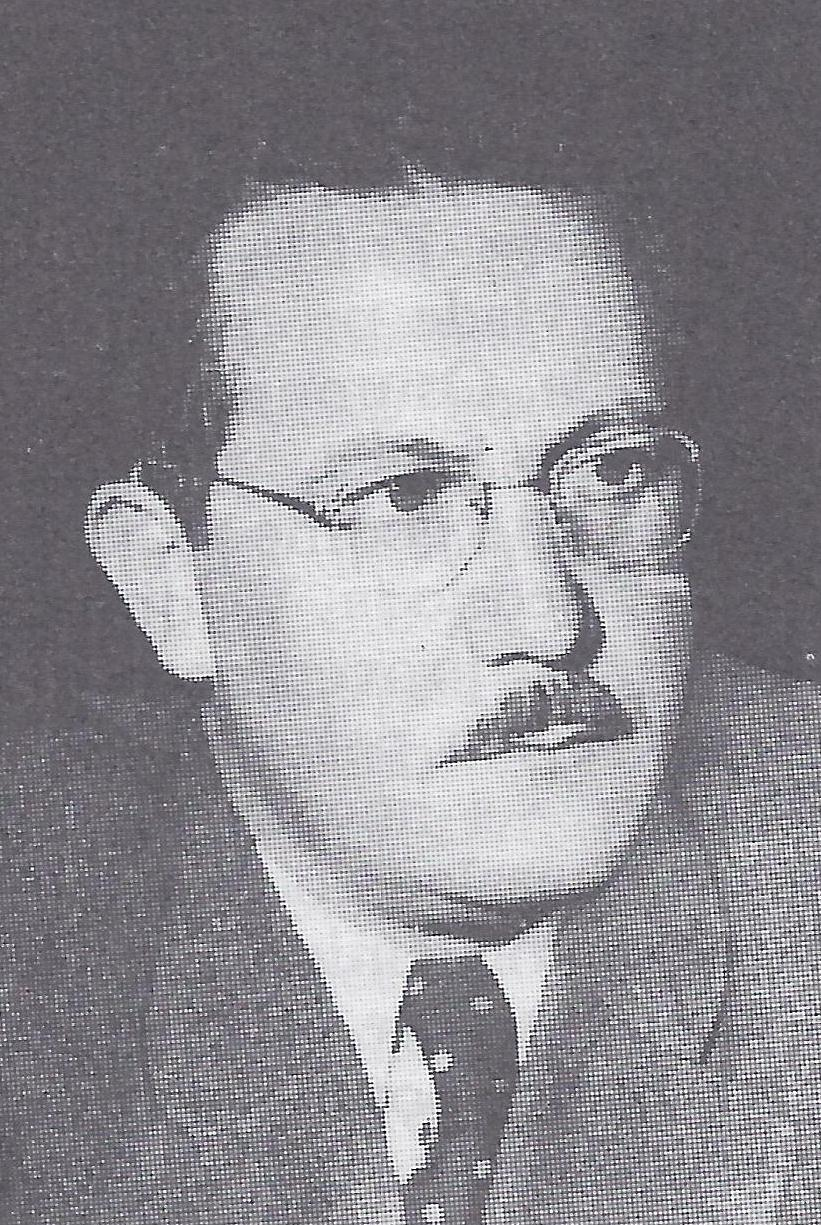
Эдвард Кардель

Главным идеологом разработки новой югославской конституции являлся Эдвард Кардель, который выступал за передачу как можно больше полномочий из федерального центра республиканским органам власти и дальнейшее развитие и усиление идей рабочего самоуправления с превращением его в самоуправляемый социализм. Работа над проектом конституции началась в 1970 году, Кардель был председателем координационной комиссии всех советов (веч) Союзной скупщины СФРЮ по конституционным вопросам. Разработка конституции проводилась параллельно с работой по внесению изменений в Конституцию 1963 года. Комиссия сначала разработала в 1971 году конституционные поправки к прежней конституции, а затем подготовила проект новой югославской конституции. Предварительный проект был полностью готов 21 мая 1973 году и внесён в Вече народов Скупщины СФРЮ, которое к 7 июня 1973 года утвердила его и направила на общественное обсуждение.
Проводимая конституционная реформа встретила жёсткую критику со стороны профессионального юридического сообщества. В частности, преподаватели юридического факультета Белградского университета Михайло Джурич, Коста Чавошки, Стеван Джорджевич, Андрия Гамс негативно оценили предлагаемые конституционные изменения, посчитав, что Югославия в результате этого окончательно потеряет свою государственность, а составляющие её республики получат все черты самостоятельных государств и будут претендовать на независимость. Указывалось, что под прикрытием последовательного развития равноправия народов и народностей создавались несколько независимых, даже конфликтующих националистических государств. Отдельно поднимался вопрос по Сербии, территория которой необоснованно разделялась фактически на три составные части с предоставлением автономным краям статуса равнозначного статусу республик. По мнению оппонентов проводимой реформы, такие конституционные изменения не только коренным образом меняли характер существующего государственного союза югославских народов, но и отвергали саму идею такого государственного сообщества. За выступление на публичных дебатах по проекту будущей конституции профессор Михайло Джурич был приговорен к тюремному заключению, остальные участники дискуссии также подверглись репрессиям и были освобождены от преподавательских и партийных должностей. Университетский журнал, в котором освещалась указанная дискуссия и критика, был изъят из печати и запрещён.
7 и 8 января 1974 года Комиссия по конституционным вопросам после проведения общественного обсуждения среди граждан, трудовых коллективов и самоуправляющихся организаций утвердила окончательный вариант проекта конституции для дальнейшего его рассмотрения федеральным парламентом, к которому также прилагался подробный доклад о результатах такого обсуждения и проект конституционного закона о введении в действие подготовленной конституции. Первоначально проект новой конституции и конституционный закон к нему рассмотрены и утверждены 22 января 1974 года на заседании Вече народов Союзной Скупщины СФРЮ. Затем 30 и 31 января 1974 года проекты конституционных документов приняты остальными вечами (палатами) федеральной скупщины. После этого утверждённая федеральным парламентом конституция и конституционный закон о введении её в действие подлежали утверждению в региональных парламентах федерации. При этом для того, чтобы новая конституция была окончательно принята, с её текстом должны были согласиться абсолютно все республики и автономные края. В течение первой половины февраля 1974 года все региональные скупщины выразили своё согласие с проектом новой конституции, проголосовав за её принятие.
Президент Тито, согласно свидетельству его словенского биографа Йоже Пирьевеца, в целом не одобрял проект новой Конституции (особенное возражение маршала встретили положения об уравнивании статуса Косово и Воеводины с республиками и возможности выхода субъектов из состава союзного государства без общеюгославского референдума), но был вынужден принять его, так как оказался в меньшинстве в Конституционной комиссии и в силу возраста уже не мог активно вмешиваться в политические процессы. Тито утверждал, что через три-четыре года станет ясно, насколько он был прав в своих сомнениях. Фицрой Маклин, которому Тито дал почитать разработанный под руководством Карделя проект, на вопрос президента: «Что думаете, она будет работать?» ответил: «Не знаю, почему бы и нет?», на что тот отреагировал скептически.
После того как предложенный проект конституции был поддержан всеми скупщинами на федеральном и региональном уровнях, ранее принятый федеральным парламентом конституционный закон о введение в действие утверждённой конституции, подписание которого президент Тито доверил председателю Веча народов Союзной Скупщины Мику Шпиляку, вступил в законную силу, а сама процедура по изменению конституции на этом полностью завершилась. Новая конституция Югославии была торжественно провозглашена 21 февраля 1974 года на заседании Веча народов Союзной Скупщины СФРЮ и с этого момента начала действовать.

## Структура и общая характеристика конституции
Исходя из того исторического факта, что рабочие, крестьяне и передовые люди всех народов и народностей Югославии, объединённые в Народно-освободительном фронте во главе с Коммунистической партией, в результате своей борьбы в ходе народно-освободительной войны и социалистической революции свергли старый классовый строй, основанный на эксплуатации, политическом угнетении и национальном неравенстве, что они начали создавать общество, в котором человеческий труд и человек будут освобождены от эксплуатации и произвола, а каждый народ и народность в отдельности и все вместе будут иметь условия для свободного и всестороннего развития … Союзной Скупщиной по согласованию со скупщинами республик и скупщинами автономных краёв, принимается Конституция Социалистической Федеративной Республики Югославии.
Конституция 1974 года состояла из 406 статей, распределённых по шести разделам, и была одной из самых длинных конституций в мире. В отличие от неё предыдущие конституционно-правовые документы СФРЮ были намного меньше по объёму и своему содержанию. Так Конституция 1946 года состояла всего из 139 статей, а Конституция 1963 года — из 259 статей.
Вводный раздел к конституции содержал основные принципы построения союзного государства. В первом разделе была представлена общая информация о Социалистической Федеративной Республике Югославия, её территориальном составе, символике и столице. Второй раздел был посвящён общественному строю, в котором регламентировались основы общественно-экономического устройства, общественно-политической системы, права и свободы человека и гражданина, его обязанности, конституционность и законность, судоустройство, общественная прокуратура и народная оборона. В третьем разделе содержались правила федеративных отношений, права и обязанности федерации. Четвёртый раздел предусматривал организацию государственной власти федерации, который состоял из глав посвящённых федеральной скупщине, президиуму, президенту, союзному исполнительному вече и иным органам управления, союзному суду, союзному общественному прокурору, союзному правозащитнику самоуправления, конституционному суду и торжественным заявлениям. Пятый раздел касался порядка изменения конституции. В шестом разделе содержались заключительные положения.
Как и любая другая социалистическая конституция, она представляла собой набор различных политических установок и обещаний, правовых программ, торжественных деклараций, которые отражали волю конкретного политического режима в определённый этап развития государства. Указанное означало, что конституция для социалистического государства не выступала в качестве статичного набора основополагающих правил и принципов, а должна была постоянно изменяться и переписываться исходя из результатов достижения государством намеченных им целей и по мере развития социалистического общества. Югославия в этом случае не являлась исключением и четырежды целиком переписывала собственную конституцию.
В большинстве развитых стран конституционные нормы носят только общий, абстрактный характер, для конкретизации и развития которых принимаются отдельные законы, более подробно регулирующие какие-либо правоотношения. Ввиду того, что югославская конституция 1974 года являлась настолько объёмной и подробной, в некоторых случаях необходимость принятия отдельных законов в развитие её положений просто не требовалось, а конституционные нормы применялись напрямую.
Критиками конституции отмечается, что помимо её громоздкости и большого количества статей, она была написана сложным для восприятия языком, имелось значительное число заимствований терминологии из марксистской теории. В связи с этим конституционные нормы были слишком идеологизированными, содержали неясные фразы, нелогичные и бессмысленные пункты, которые по несколько раз повторялись по тексту самой конституции. Соответственно, такое несовершенство юридической техники изложения конституционных норм приводило к крайней затруднительности их исполнения, а иногда — к полной невозможности.
Помимо указанного, конституция была полностью пронизана нормами о национальном равенстве всех народов, поэтому любые решения федеральных властей практически всегда подлежали согласованию с позицией республик и автономных краёв, их мнение и решения формировали текущую государственную политику. В этой связи некоторые исследователи считают, что истинной причиной создания такой противоречивой и сложной модели организации государства, а также неэффективной структуры государственного управления являлось желание текущего руководства Югославии преодолеть все возможные проблемы, связанные со сменой и преемственностью своей власти. Тито намеренно создавал такую политическую систему, которая не смогла бы функционировать без его личного участия в работе государственного аппарата и вмешательства в конфликты между республиками в качестве своеобразного арбитра.

## Основные конституционные положения

### Конституционные принципы
Положения конституции базировались на 10 основных принципах, которые представляли собой основополагающие конституционно-правовые начала устройства и организации югославского государства.
Первый принцип касался государственного устройства, согласно которому Югославия являлась федеративной республикой равноправных народов и народностей (национальных меньшинств), свободно объединившихся на принципах братства и единства для реализации собственных и общих интересов с правом народов на самоопределение, включая право на отделение. Носителями суверенитета народов и народностей являлись республики и автономные края в пределах своих конституционных полномочий; принятие решений в федерации основывалось на принципах согласования и взаимности прав и обязанностей республик и краёв; общественные отношения были организованы на основе социалистической системы самоуправления.
В соответствии со вторым принципом основой социально-экономической системы являлась общественная собственность на средства производства, право трудящихся на самоуправление и пользование плодами своего труда, солидарность и взаимность прав и обязанностей всех социальных групп между собой и в отношении каждого. При этом все формы приватизации общественных средств считались противоречащими конституции, равно как и бюрократический произвол или технократическая узурпация средств производства, в том числе монополизация принятия управленческих решений.

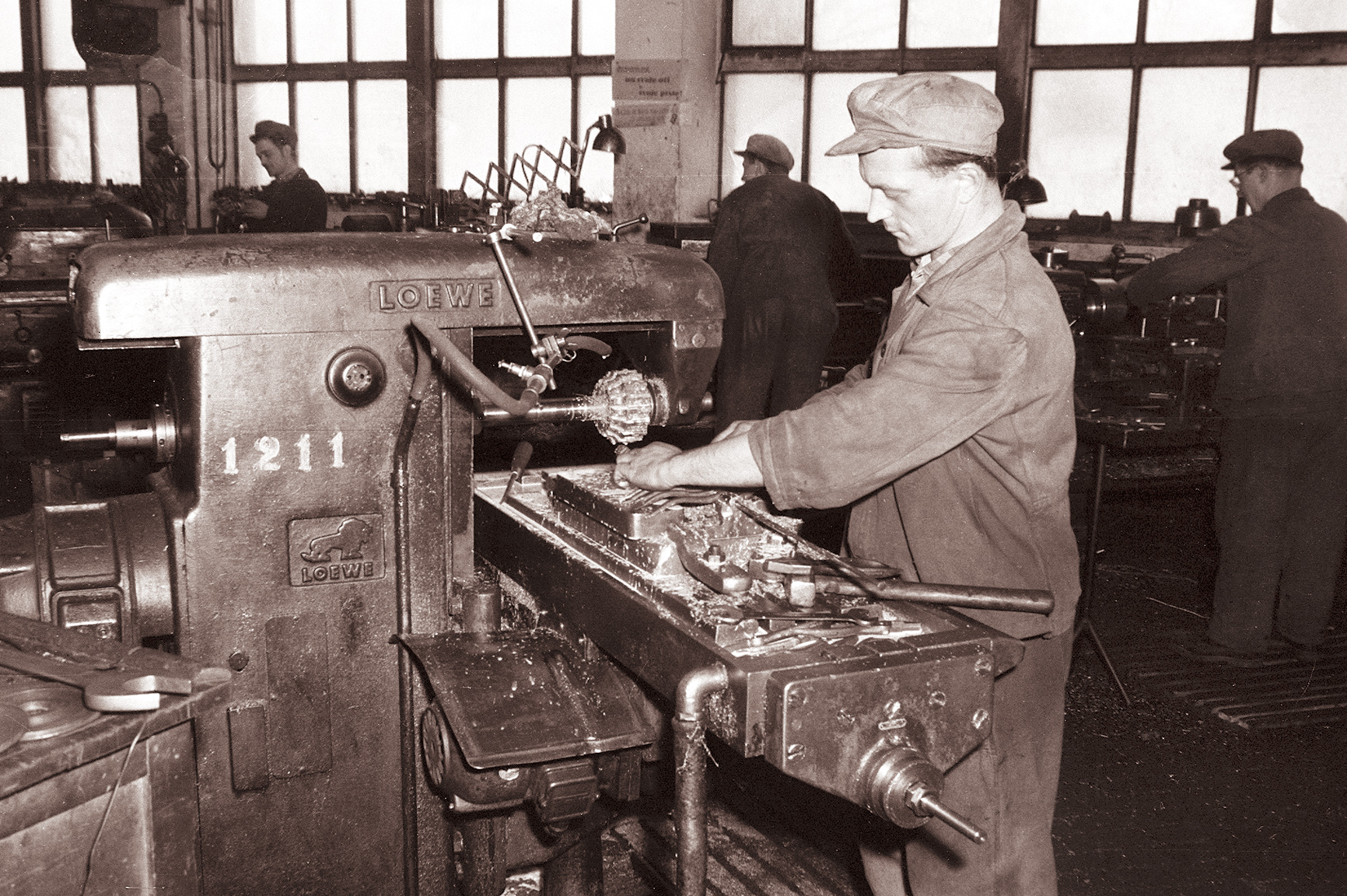
Югославские рабочие на заводе «Униор»

Третий принцип был посвящён экономическому устройству страны, в рамках которой общественные средства производства признавались достоянием каждого и не могли находиться в единоличной собственности ни политических институтов, ни хозяйствующих субъектов, ни граждан; распределение доходов определялось самими трудящимися, которые были ограниченны лишь социально определёнными критериями, связанными с потреблением и воспроизводством; общественная собственность и трудящиеся были организованы в основные организации объединённого труда. Экономика характеризовалась денежно-кредитной и рыночной системой, в основе механизмов регулирования лежали взаимосогласование действий, самоуправленческие соглашения, переговоры, планирование труда и развитие хозяйственных отношений между организациями объединённого труда, самоуправляющимися и общественно-политическими организациями и сообществами. Социальная деятельность, такая как образование, наука, культура, здравоохранение были организованы в самоуправляемые сообщества по интересам, которые представляли собой связующее звено между организациями, имеющими отношение к труду, и общественными интересами населения в указанных сферах. Работа по найму в частном секторе и работа фермерских хозяйств регулировалась на тех же принципах, что и в организациях объединённого труда. Гармоничное развитие экономики через финансирование расходных обязательств слаборазвитых республик и краёв представляло всеобщий интерес на уровне федерации и являлось непосредственной обязанностью государства.
Согласно четвёртому принципу социалистическая самоуправляемая демократия определялась как особая форма диктатуры пролетариата, которая обеспечивалась запретом социально-экономической и политической деятельности, направленной на установление капиталистических отношений. Власть трудящихся реализовывалась через самоуправление и принятие решений в основных организациях объединённого труда, самоуправляющихся сообществах по интересам и местных сообществах, а также через делегирование представителей народа в руководящие органы самоуправляющихся организаций и собрания общественно-политических сообществ. Были провозглашены принципы гласности работы всех органов государственной власти и самоуправления, личной ответственности руководителей, общественного контроля над должностными лицами, защиты конституционности и законности, при этом доминирующая роль в реализации этих принципов оставалась в руках политических организаций, предусмотренных конституцией. Общественная самозащита определялась как деятельность всех социальных групп по защите самоуправляемого конституционного строя и общественного имущества. Была установлена свобода социально-политических объединений трудящихся, но с обязательством уважать основы самоуправляющейся социалистической системы Югославии.
Исходя из пятого принципа права и свободы человека и гражданина ограничивались интересами социалистического общества. Провозглашалась свобода научного, культурного и художественного творчества, воспитание и образование основывалось на достижениях марксизма и научного социализма, социальная политика была направлена на преодолении различий, возникающих в результате неравных условий жизни и труда, обеспечивались права ветеранов и их социальная защита, гарантировалась защита и охрана окружающей среды.
В шестом принципе говорилось о национальной обороне, которая являлась средством обеспечения политики мира, сопротивления агрессии и давлению, и считалась неотъемлемой частью укрепления обороноспособности страны. Это подразумевало участие всех общественно-политических институтов и самоуправляющихся организаций на всех уровнях в защите независимости, суверенитета, территориальной целостности и самоуправления. Предусматривалось единство командования вооруженными силами.
Согласно седьмому принципу международные отношения СФРЮ основывались на принципах мирного сосуществования и активного сотрудничества равноправных государств и народов, соблюдения принципов Устава ООН, выполнения международных обязательств и активного участия в международных организациях. СФРЮ выступало за невмешательство во внутренние дела других стран, социалистический интернационализм, отказ от применения силы в международных отношениях для достижения всеобщего разоружения, право народов на освободительную борьбу за самоопределение, независимость и свободный выбор социально-политического порядка, защиту национальных меньшинств, равноправные экономические отношения в мире, соблюдение общепризнанных норм международного права.

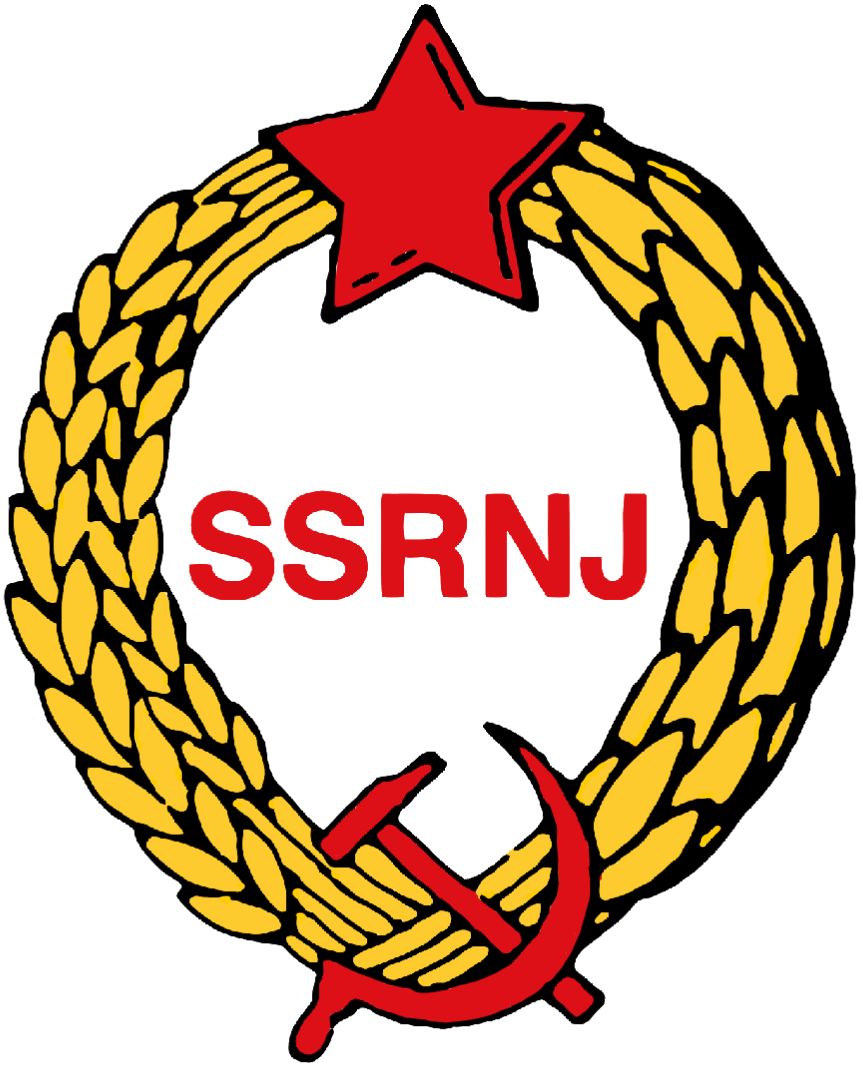
Эмблема Социалистического союза трудового народа Югославии

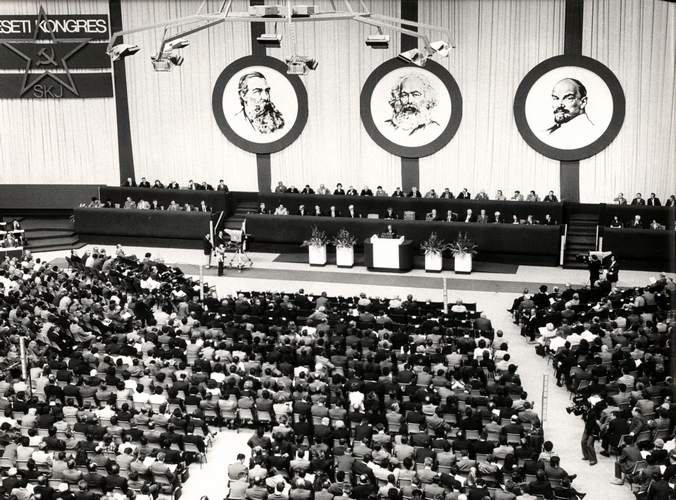
Десятый съезд СКЮ в Белграде, 1974 год

Эмблема Союза коммунистов Югославии

В восьмом принципе речь шла о роли политических и профсоюзных организаций. Согласно конституции Союз коммунистов Югославии являлся ведущей и направляющей силой в политической деятельности по защите и дальнейшему развитию социалистического самоуправления. Социалистический союз трудового народа Югославии являлся всеобщим демократическим фронтом трудящихся и граждан и находился под общим руководством Союза коммунистов, целью которого было достижение политического и социального единства. В его рамках можно было обсуждать социальные вопросы, выдвигать политические инициативы, согласовывать мнения до тех пор, пока не будут определены политические позиции. Возложенные конституцией на Социалистический союз функции включали вопросы кадровой политики, определения кандидатов в делегаты для выдвижения их в самоуправляющиеся и общественно-политические организации, осуществление общественного контроля над работой государственных органов, органов управления самоуправляющихся организаций и должностных лиц, осуществление влияния на систему общественной информации. Добровольные профсоюзные организации были интегрированы в систему социалистического самоуправления. Профсоюзы имели право делегировать представителей в руководящие органы организаций объединённого труда и общественно-политических организаций, инициировать и непосредственно участвовать в работе самоуправляемых сообществ по решению вопросов об улучшении жизни рабочего класса.
В соответствии с девятым принципом целью социально-экономической и политической системы, определённой в конституции, являлось развитие материальной базы и социальных отношений в направлении реализации главного принципа коммунизма «От каждого по способностям, каждому по потребностям». Все социальные субъекты были призваны способствовать реализации прав и свобод человека, гуманизации социальной среды и личности человека, укреплению солидарности и гуманности между людьми, уважению человеческого достоинства, а также налаживанию общественных отношений для создания условий в целях достижения общих интересов и благ.
Десятый принцип гласил, что толкование конституционных положений и социалистических законов, принятых в соответствии с ними, осуществлялось на основе правовых принципов социалистического самоуправляющегося общества, изложенных в вводном разделе конституции.

### Права человека и межнациональные отношения
Этнический состав Югославии по данным переписи 1981 года
 Сербы (36,3 %) Хорваты (19,8 %) Славяне-мусульмане (8,9 %) Словенцы (7,8 %) Албанцы (7,7 %) Македонцы (6,0 %) Черногорцы (2,6 %) Венгры (1,9 %) Югославы (5,4 %) Прочие вместе взятые (3,6 %)
По сравнению с предшествующими конституциями новая югославская конституция 1974 года существенно расширила главу, посвящённую основным правам, свободам и обязанностям человека и гражданина (третья глава второго раздела). Помимо регламентации основных прав человека и принципов построения правового государства в специальной главе конституции, такие вопросы также опосредованно закреплялись в отдельных нормах иных глав конституции, в частности посвященных общественно-политическому и общественно-экономическому устройству страны, в которых более детально раскрывалась сущность социалистического самоуправления и порядок взаимодействия отдельной личности, различных групп и коллективов с государством в целом. Также конституция оговаривала, что реализация основных прав и свобод не должна приводить к нарушению основ самоуправляющегося социалистического строя, территориальной целостности и ставить под угрозу независимость страны. Конституция возлагала на законодателя обязанность по определению пределов осуществления индивидуальных прав и свобод с целью недопущения злоупотребления ими и установлению отдельных ограничений в интересах федерального государства (статья 203).
Югославия традиционно являлась многонациональным государством, в котором совместно проживали её титульные народы (сербы, хорваты, боснийцы, черногорцы, словенцы и македонцы) и народности, являющиеся по отношению к первым национальными меньшинствами. Под народностями понимались представители отдельных народов, подавляющая часть которых проживала в соседних с Югославией государствах либо иных народов, которые постоянно проживали на югославской территории. Конституция исходила из равноправного положения всех народов и народностей между собой в их конституционных правах и обязанностях, за исключением того, что право на самоопределение, вплоть до отделения, провозглашённое в Конституции 1974 года, имели только титульные югославские народы, народности (национальные меньшинства) таким правом не обладали. Равноправное положение национальных меньшинств обеспечивалось также тем, что в общинах, где они составляли большинство по сравнению с проживающими там титульными народами, представители таких национальных меньшинств (народностей) имели преимущественное право в формировании органов общинного самоуправления. Права национальных меньшинств регулировались специальным законодательством, которое предусматривало необходимость создания на основе их национального языка школ, средств массовой информации, учреждений культуры, отделений в высших учебных заведениях. Кроме того, широко практиковалось создание комиссий по межнациональным отношениям либо по развитию национальных культур.

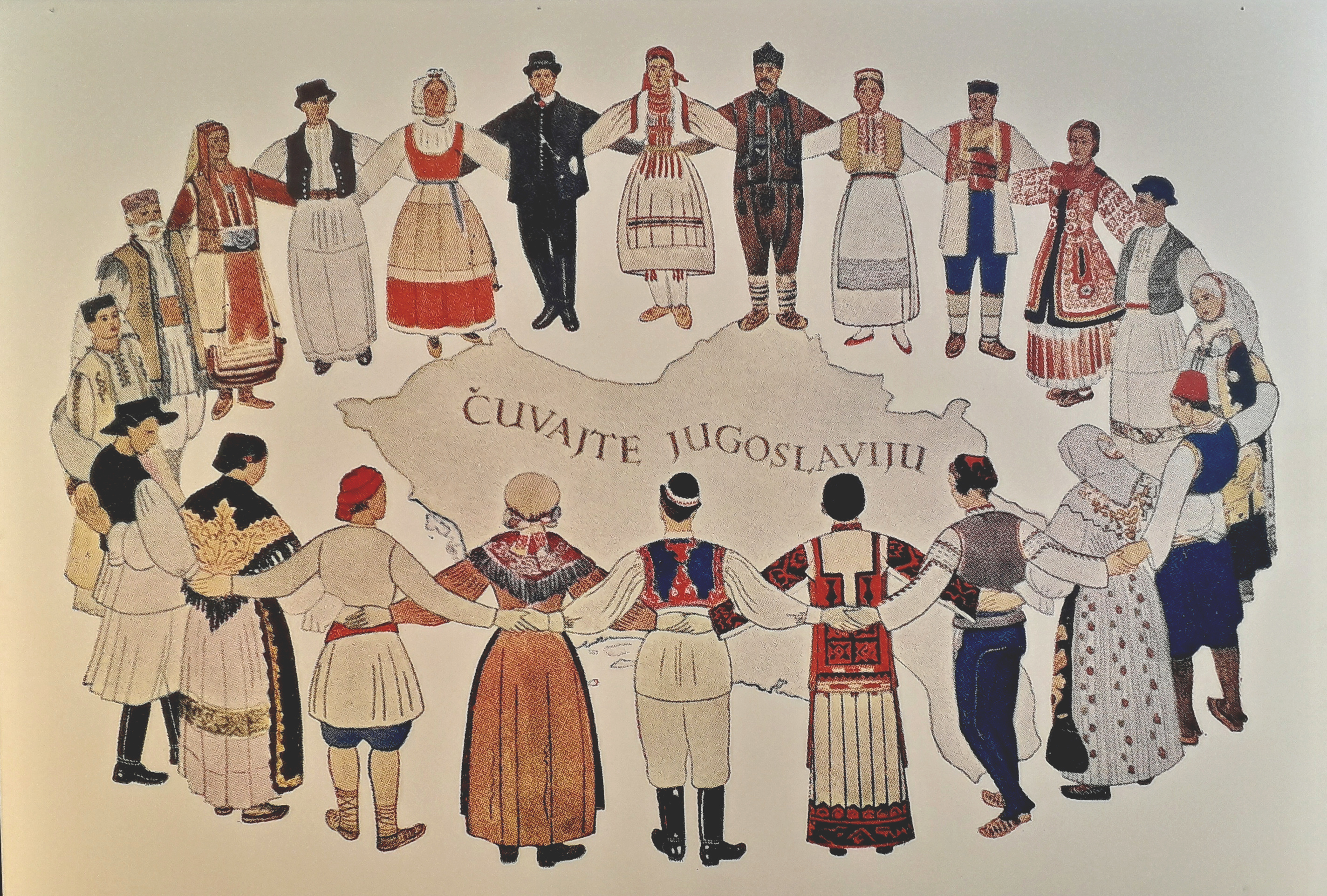
Югославские народы, танцующие коло вокруг географических очертаний своего государства, в центре которого написано «Берегите Югославию». Открытка 1934 года.

Конституция прямо закрепляла право граждан свободно определять свою национальную принадлежность. Лицам, не желающим указывать свою национальность, разрешалось этого не делать. Пользуясь таким правом, определённая часть населения страны причисляла себя к югославам. Вместе с тем, по результатам переписи 1971 года отдельную нацию помимо македонцев стали составлять также славяне-мусульмане, населяющие Боснию и Герцеговину, официально причисленные властью к титульным югославским народам.
В Югославии отсутствовал единый государственный язык. Конституция предусматривала языковое разнообразие, указывая, что языки и письменности (алфавиты) югославских народов и народностей равноправны на всей территории страны. На официальном уровне применялись только языки народов, в том числе в международном общении и при заключении международных договоров. Язык договора в этом случае определялся в зависимости от того какая республика его заключает и является подписывающей стороной. До принятия Конституции 1974 года единственный язык общения использовался только в Югославской народной армии, где в качестве официального применялся сербохорватский язык. После принятия конституции в вооружённых силах должны были в равной степени употребляться языки всех народов и народностей, при этом в процессе командования и обучения мог применяться любой язык югославских народов, а языки же народностей (национальных меньшинств) могли употребляться только в воинских частях. Языковое разнообразие применялось также в заседаниях региональных скупщин, в которых имелся многонациональный состав, где все выступления проводились с использованием синхронного перевода. Одновременно несколько языков использовалось при публикации законодательных актов, в процессе судопроизводства, в рамках избирательных кампаний при печати бюллетеней для голосования, в средствах массовой информации.
Отдельная статья конституции была посвящена свободе вероисповедания, которое провозглашалось частным делом каждого человека; религиозные организации были отделены от государства и обладали полной свободой в осуществлении религиозной деятельности. Религиозная принадлежность югославского общества определялась в большей степени национальным происхождением: сербы, черногорцы и македонцы были приверженцами православной церкви, хорваты и словенцы — католической, босняки и косовские албанцы исповедовали ислам, воеводинские венгры преимущественно принадлежали к представителям протестантской церкви.
В качестве особого конституционного права, присущего исключительно югославскому социализму, закреплялось право граждан и организаций на самоуправление во всех сферах жизнедеятельности. С принятием каждой конституции в послевоенной Югославии право на самоуправление каждый раз эволюционировало: при принятии в 1953 году изменений к Конституции 1946 года речь шла о рабочем самоуправлении, в Конституции 1963 года оно уже именовалось общественным, в Конституции 1974 года — трансформировалось в социалистическое самоуправление, которое по масштабу имело более широкий охват и предоставляло полную самостоятельность всем самоуправляющимся организациям и содружествам в построении социалистического государства. Также как и в других социалистических странах в конституции подробно оговаривались трудовые права, гарантировались и декларировались права и свободы трудящихся.
Специальная статья конституции касалась прав трудовой эмиграции — югославских граждан, которые выехали за границу в целях поступления на работу либо осуществления хозяйственной деятельности. Законодательство предусматривало, что все республики и края должны были способствовать возвращению таких лиц на родину путём стимулирования их финансового и имущественного положения, создания новых рабочих мест. В свою очередь правительство СФРЮ занималось поддержанием соотечественников за рубежом, выделяло средства на обучение их детей на родном языке, создание средств массовой информации и организаций просветительской и культурной направленности.
Помимо этого, конституция содержала традиционный набор конституционных прав и свобод, характеризующих конституционно-правовой статус человека: личные права (право на жизнь, неприкосновенность и достоинство личности и др.), гражданские и политические права, социально-экономические и культурные права. Отдельное внимание обращалось закреплению права на охрану здоровья (статья 186), права на жилище (статья 164), норм о защите семьи и брака (статья 190), экологическим правам (статьи 192—193), права на информацию (статья 168), а также права граждан на возмещение причинённого вреда вследствие незаконных действий должностных лиц (статья 199). И всё же бо́льшее внимание в конституции уделялось регулированию межнациональных вопросов и установлению полного паритета всех народов и народностей при их участии в устройстве и организации общего федеративного государства.

### Социалистическое самоуправление

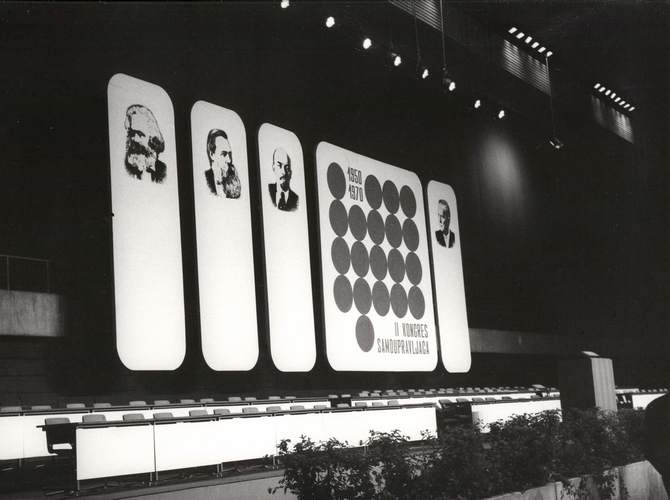
Второй Конгресс самоуправления в Сараево, 1971 год

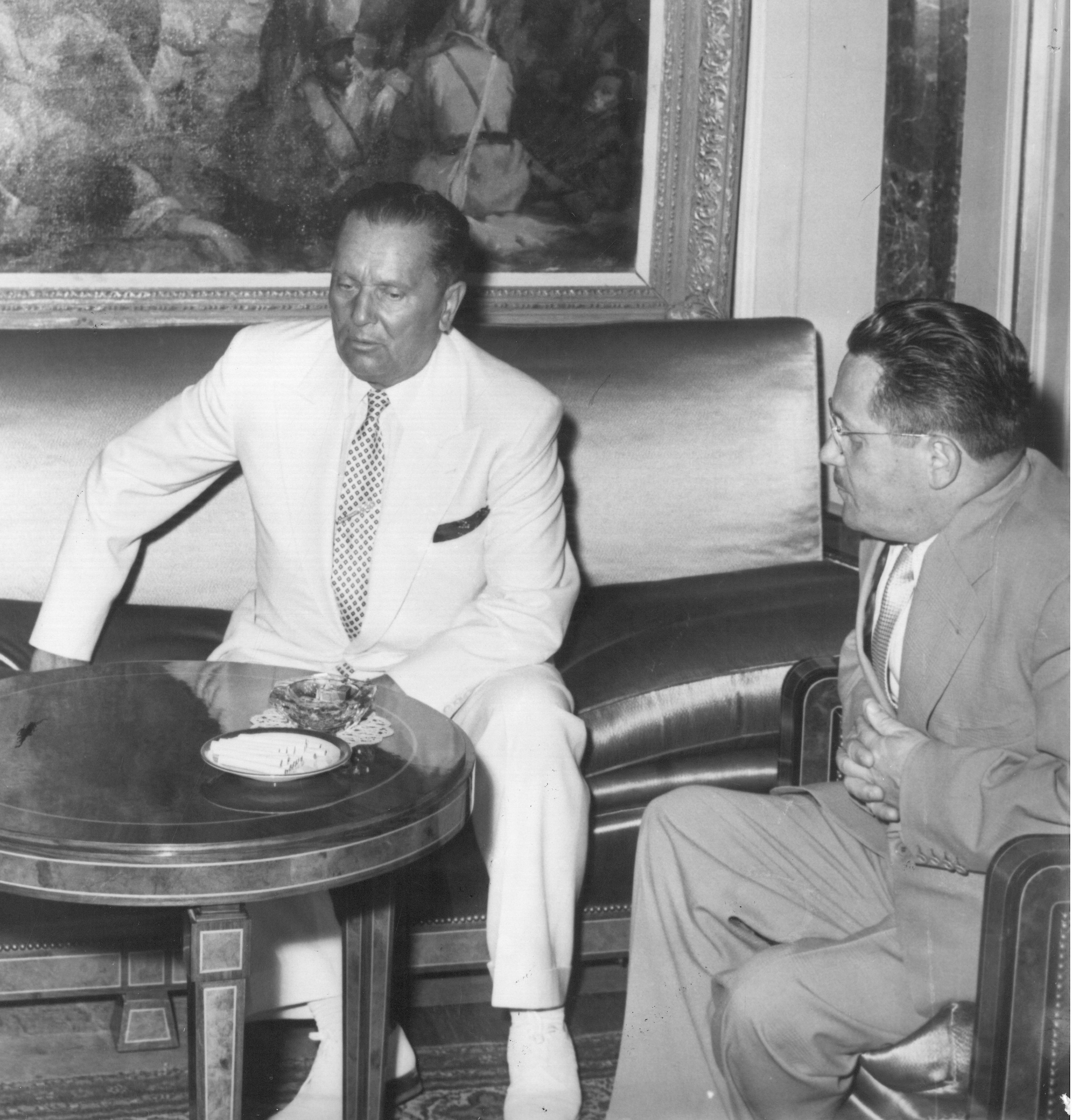
Главные идеологи югославского самоуправления: Иосип Броз Тито и Эдвард Кардель

Первоначальная форма самоуправления появилась в югославском законодательстве в 1950 году, когда трудовым коллективам производственных предприятий была предоставлена полная хозяйственная самостоятельность, в том числе переданы отдельные государственные функции. Затем в 1953 году общественное самоуправление было организовано в сферах образования, культуры и социальной деятельности. В дальнейшем с 1963 года система самоуправления начала охватывать все политические и экономические отношения в стране и являлась главным идейным принципом построения социалистического государства. Указанные положения были полностью переняты Конституцией 1974 года, которая продолжила развитие идей самоуправления, провозгласив его главной и неотъемлемой основой организации и устройства югославского государства, базовым элементом его конституционного строя.
Конституция предусматривала превращение рабочего и общественного самоуправления во всеобъемлющую систему социалистического самоуправления. Основная идея такого самоуправления заключалась в том, чтобы полностью передать управление предприятиями, организациями, учреждениями и административно-территориальными содружествами (города, общины, субъекты федерации) непосредственно в руки рабочих советов, заводских администраций, различных объединений и сообществ граждан на уровне каждой из республик и краёв и отделить тем самым общефедеральное государство от внутренних экономических процессов и решения кадровых вопросов, за которые теперь должны были отвечать региональные власти, формируемые на принципах самоорганизации и автономии принятия управленческих решений. Главный идеолог такой теории Эдвард Кардель обосновывал её доктриной классического марксизма о постепенном отмирании государства при построении в обществе социализма. Поэтому в этих целях, по его мнению, составляющие Югославию республики и края должны быть полностью самоуправляемыми и самостоятельно распоряжаться всей получаемой прибылью. Конституция гарантировала каждому народу и народности пользоваться и распоряжаться плодами своего труда. В стране были созданы многоступенчатые организации объединённого труда и иные самоуправляемые сообщества, которые посредством самоуправленческих соглашений и делегирования представителей формировали вертикаль органов власти и управления в городах, общинах, республиках (краях) и самой федерации, кроме того они также выступали в роли хозяйствующих субъектов на предприятиях и самостоятельно определяли их развитие. Такие нововведения вводились исключительно в целях борьбы с технократами, которые находясь на руководящих должностях предприятий и обладая возможностью распоряжаться материальными благами, представляли серьёзную конкуренцию политической бюрократии и могли претендовать на получение власти в стране. Самоуправление препятствовало возможности принятия техноменеджерами единоличных решений, поскольку любые производственные и иные решения в рамках переданных государством функций должны были приниматься путём общественного обсуждения и открытого голосования.

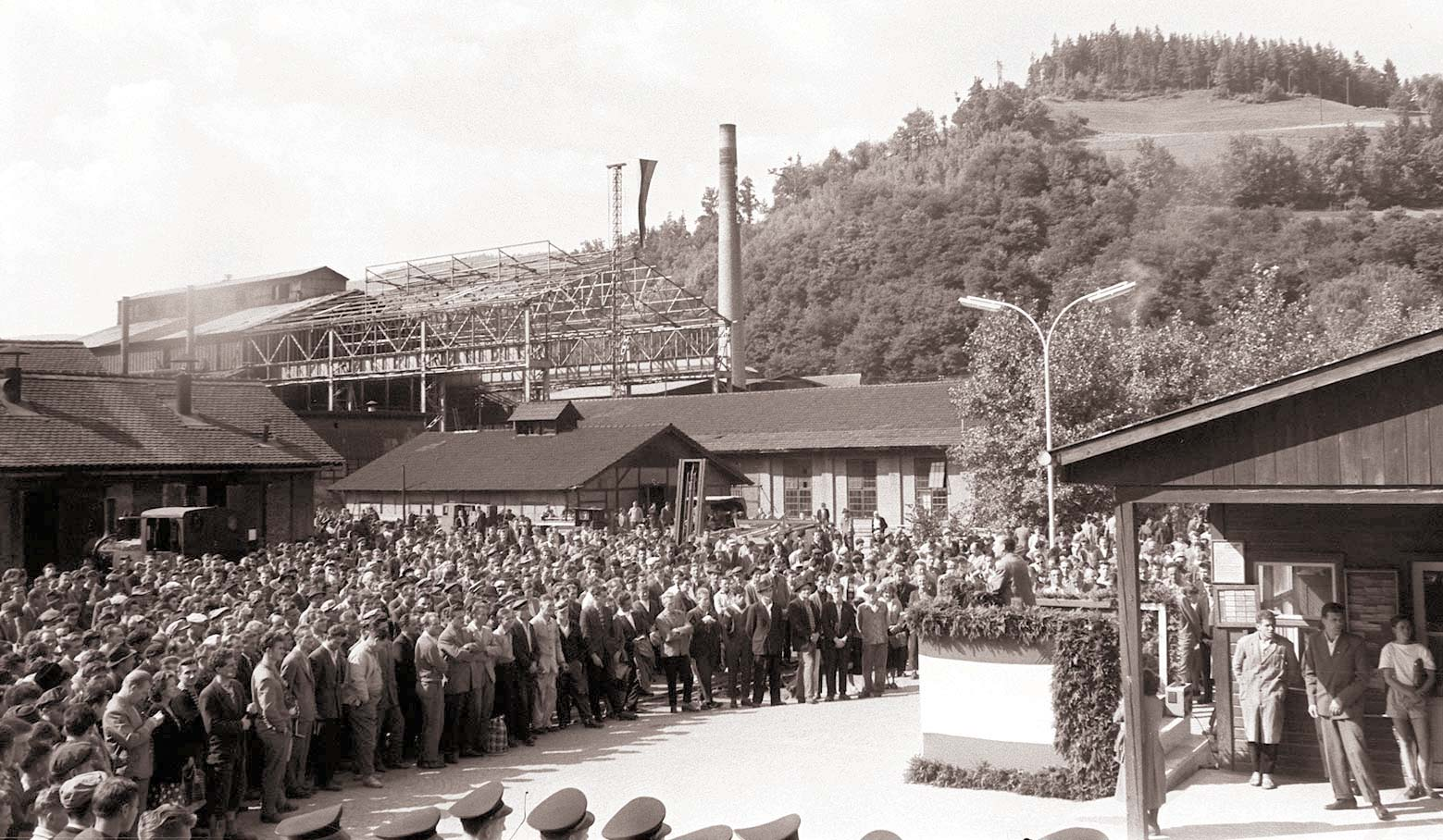
Общее собрание рабочих сталелитейного завода в Равне-на-Корошкем, Словения

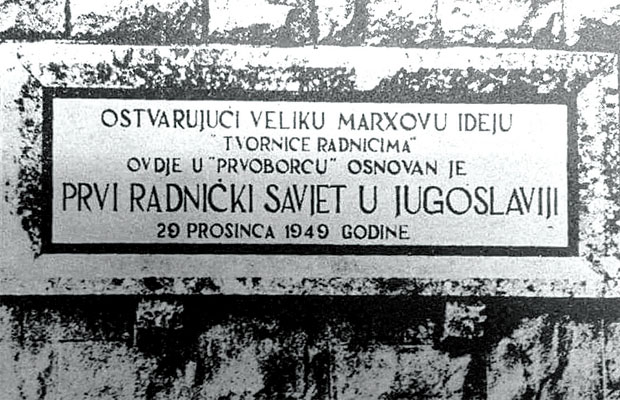
Мемориальная доска в честь создания в 1949 году первого в Югославии рабочего совета на цементном заводе в Солине

Организации объединённого труда являлись основным звеном в системе социалистического самоуправления, правовой статус которых закреплялся не только в Конституции 1974 года, но и в позднее принятом Законе об объединённом труде 1976 года. На всех предприятиях, а также в учреждениях торговли и обслуживания формировались основные организации объединённого труда (ОООТ), которые в свою очередь могли на основании соглашений между собой объединяться в сложные организации объединённого труда (СООТ) в зависимости от тех либо иных преимуществ, которые они могли бы получить от такого объединения. Решения в таких организациях принимались на общих собраниях рабочих либо делегатами рабочих в формируемых ими рабочих советах. Рабочие советы создавали свои исполнительные органы, которые осуществляли контроль за хозяйственной деятельностью, администрацией и должностными лицами, утверждали план и программу хозяйственного развития предприятия, управляли рабочим процессом. Помимо собственно хозяйствования и решения социально-экономических вопросов организации объединённого труда активно участвовали в политической жизни страны, направляя своих делегатов в органы государственной власти, где трудящиеся непосредственно реализовывали свои самоуправленческие права.
Отдельно также развивалось местное самоуправление в общинах и населённых пунктах, население которых решало вопросы местного значения на своих территориях: благоустройство, жилищное и коммунальное хозяйство, социальная защита, образование, культура, спорт, охрана окружающей среды и др.
Органы местного самоуправления и территориальные органы власти республик и автономных краёв конституцией определялись в качестве общественно-политических содружеств, которые в системе органов социалистического самоуправления хотя и формально выстраивались в единую вертикаль, на вершине которой стояли федеральные органы власти. Однако предоставленная конституцией свобода самоуправления не предполагала установления между ними жёсткой иерархии, а наоборот создавала множественность центров принятия решений, которые все вместе были взаимозависимыми друг от друга и могли функционировать только при совместном согласовании своих действий. Все представительные органы государственной власти состояли полностью из самоуправляющихся организаций. Поэтому скупщины федерации, республик и автономных краёв были не только органами высшей политической власти, но одновременно являлись органами самоуправления, которые формировались не посредством прямых всенародных выборов, а путём сложной и многоступенчатой процедуры избрания делегатов от нижестоящих самоуправляющихся организаций в вышестоящие.
Таким образом вся политическая и социально-экономическая система страны функционировала при непосредственном участии населения в управлении государственными делами через различного рода общественно-политические организации, объединения трудовых коллективов, институты народной обороны, муниципальные и территориальные содружества и т. п. Отдельными исследователями достаточно высоко оцениваются такие преобразования; отмечается, что предусмотренная конституцией модель самоуправления являлась наиболее развитой формой непосредственной демократии и отражала полное национальное равенство всех народов и народностей. Другие исследователи не разделяют такую позицию, указывая на крайнюю запутанность и сложность подобной модели самоуправления, которая на практике приводила к затруднению принятия любых решений, во взаимоотношениях хозяйствующих субъектов по каждому вопросу постоянно требовалось многочисленно согласовывать позиции либо заключать хозяйственные соглашения, которые подменяли собой инструменты рыночного регулирования. При этом стоит также заметить, что, добиваясь с одной стороны отмирания общефедерального государства, сторонники идеи социалистического самоуправления фактически провозгласили государствами республики, входящие в состав федерации. Создателями конституции, в том числе и самим Тито, считалось, что именно партия в лице Союза коммунистов Югославии должна обеспечить единство страны и определять её будущее через кадровые решения и постоянную ротацию руководителей. Однако, намеренное ослабление федерального центра по отношению к регионам не привело к желаемому самоуправлению республик, а только усилило их претензии на собственную государственность. Поэтому Конституция 1974 года привела скорее к дефедерализации страны и создала предпосылки для её последующего распада.

### Составные части федерации

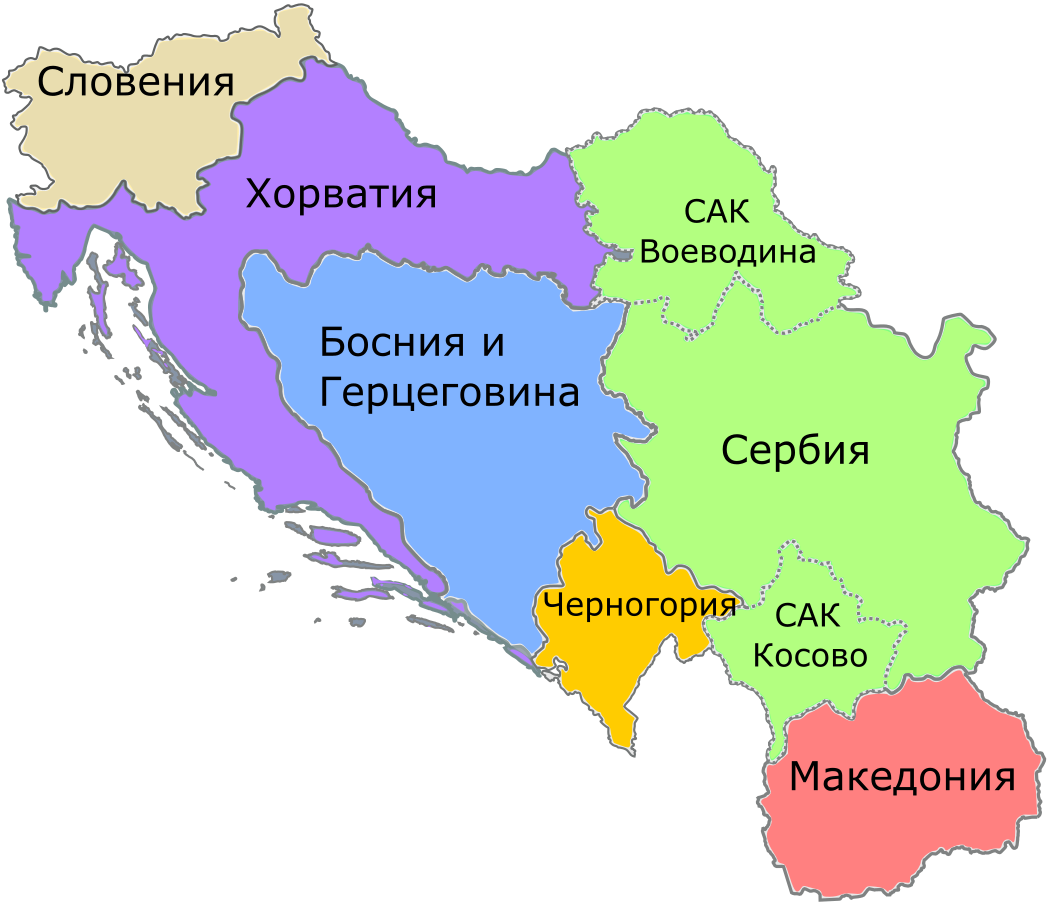
Федеративное устройство Югославии в соответствии с Конституцией 1974 года

По новой конституции югославская федерация определялась как государственное содружество добровольно объединившихся народов и их социалистических республик (Босния и Герцеговина, Македония, Сербия, Словения, Хорватия и Черногория), а также социалистических автономных краёв Воеводины и Косова. Таким образом, административно-территориальное устройство Югославии было изменено за счёт включения в число равноправных субъектов федерации наравне с республиками автономных краёв Воеводины и Косова, которые в свою очередь в качестве автономий одновременно входили в состав Республики Сербии. Все шесть югославских республик и автономные края наделялись большим объёмом полномочий по решению вопросов политической и экономической жизни на своих территориях. При этом полномочия федерации наоборот сужались, она должна была выполнять только координирующие функции во взаимоотношениях частей федерации друг с другом либо с федеральным центром.
В прежних конституциях Югославии предметы ведения федерации в законодательной сфере подразделялись на три большие группы: к первой группе относились вопросы исключительной компетенции федерации, по которым принимались союзные законы; ко второй — вопросы совместного ведения федерации и республик, по которым федерация принимала основные законы, а республики — дополнительные к ним; третью группу составляли все остальные вопросы, относящие к предметам федерального ведения, по которым федерацией принимались рамочные законы, по модели которых республики должны были формировать свою нормативно-правовую базу. Конституция 1974 года полностью отменила такую градацию федерального законодательства, установив строгий перечень вопросов, относящихся к федеральной компетенции. К предметам ведения федерации теперь относились только вопросы обеспечения независимости и территориальной целостности государства, трудового права, экономического планирования, валютного и платёжного обращения, государственной безопасности, внешней политики и экономических отношений с иностранными государствами. Иные вопросы по остаточному принципу относились к ведению республик и краёв, которые самостоятельно осуществляли законодательное регулирование в оставшихся сферах. Конституция также предусматривала совместную и конкурирующую компетенцию федерации и её составных частей. В целях реализации совместной компетенции федерация и федеральные единицы осуществляли законодательное регулирование каждый в пределах своих полномочий в определённых сферах. Конкурирующая компетенция являлась исключительным случаем, позволявшим частям федерации самостоятельно регулировать отдельные вопросы, относящиеся к федеральной компетенции, если они не были ранее урегулированы и существовал законодательный пробел.
Все решения на уровне федерации могли приниматься только при согласии республик и краёв на основе взаимного консенсуса, каждый субъект федерации обладал правом вето. По такому же принципу должны были приниматься федеральные нормативные акты, касающиеся внутреннего устройства страны. Если всё-таки не удавалось достичь единства и согласованности позиций всех федеральных единиц между собой, при посредничестве федеральных президиума и правительства могли приниматься временные меры, направленные на стабилизацию общественных отношений и недопущения кризиса государственного управления. Более того, международные договоры заключались федеральными властями всегда после обязательного согласования с республиканскими и краевыми скупщинами, если условия такого договора могли затронуть их права и интересы.
Конституция 1974 года, как и предыдущие югославские конституции, в вводном разделе в декларативной форме предусматривала конституционное право народов Югославии на самоопределение, включая право на отделение от федерации. В то же время она содержала ряд положений, которые можно трактовать как отрицающие право субъектов федерации на отделение. В частности, статья 203 прямо запрещала использование конституционных прав и свобод в целях подрыва существующего конституционного строя, в статье 244 гарантировалась территориальная целостность страны. В то же время статья 5 требовала согласия всех республик и краёв для изменения границ Югославии, а статья 283 предоставляла право определять порядок изменения границ государства исключительно федеральной Скупщине СФРЮ. Таким образом, конституция чётко не устанавливала, возможно ли одностороннее отделение от федерации либо такое право возникнет только в случае, если федеральные органы власти и все оставшиеся республики и края согласятся с этим. Вместе с тем, само по себе декларирование конституцией права на отделение народов от федерации создало почву для развития сепаратистских настроений в стране, что в дальнейшем позволило Словении и Хорватии провозгласить свою независимость и выйти из состава федерации.

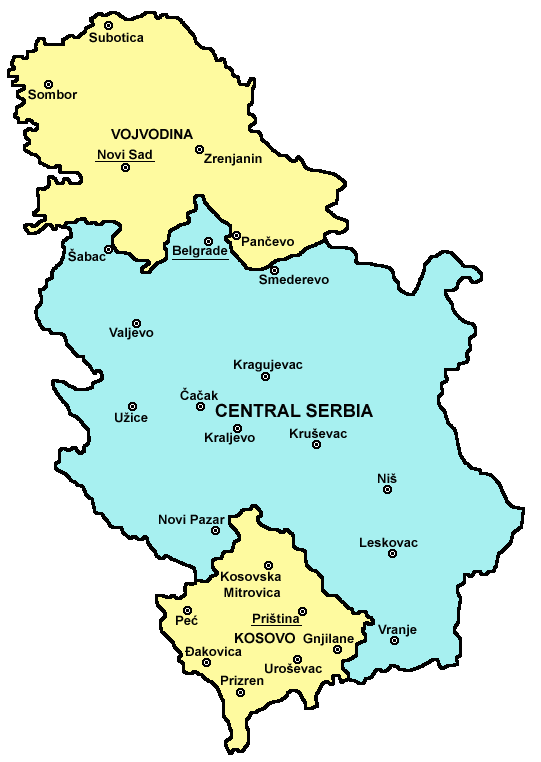
Центральная Сербия и автономные края Косово и Воеводина в составе Социалистической Республики Сербия

Фактически республики получили статус государств, а автономные края — государственных образований, за исключением того что у субъектов федерации отсутствовал полноценный государственный суверенитет, который можно было бы противопоставить суверенитету федерации. Конституция провозглашала лишь суверенитет народов, населяющих социалистические республики. При этом республики обладали такими же атрибутами государственности, как и сама югославская федерация и были построены на той же общественно-политической основе. Автономные края полностью аналогичными атрибутами не обладали и конституцией в качестве государств прямо не назывались, однако имели равные права с социалистическими республиками во взаимоотношениях с федеральным центром и пользовались широкой территориальной автономией в рамках двухуровневой федерации: одновременно как в составе Сербии, так и в целом в составе СФРЮ. В то же время конституция впервые в духе действующей доктрины самоуправления разрешала всем субъектам федерации самостоятельно вступать с международными организациями и иностранными государствами в международные отношения, в частности, осуществлять с ними международное сотрудничество в разных областях, получать зарубежные кредиты для развития собственной экономики. При этом такое сотрудничество не должно было противоречить целям построения федеративного государства и нарушать интересы югославской федерации в рамках утверждённой внешней политики. Также конституция содержала положения о двухуровневом гражданстве: каждый гражданин югославской республики одновременно являлся гражданином СФРЮ. При этом гражданство республик каких-либо дополнительных прав или привилегий не предоставляло. Многие исследователи склоняются к выводу, что в результате таких преобразований Югославия с 1974 года приобрела все черты конфедерации.
Федеральный бюджет должен был формироваться за счёт поступлений от каждого субъекта федерации, которые самостоятельно управляли своей экономикой и формировали специальные инвестиционные и резервные фонды в целях обеспечения финансовой деятельности федерального государства. Все вопросы, касающиеся налогообложения и установления налоговой системы, находились в ведении субъектов федерации, фискальные полномочия федеральных органов сводились лишь к взиманию таможенных пошлин и административных сборов. Таким образом, федерация целиком зависела от того финансирования, которое выделялось ей субъектами федерации. Для выравнивания экономического положения слаборазвитых регионов на федеральном уровне создавался специальный фонд для кредитования экономики отстающих республик и краёв. Такой фонд формировался на паритетных началах всеми субъектами федерации, при этом больше всех отчислений приходилось на Словению и Хорватию, которые имели самую развитую сферу промышленного производства и являлись наиболее развитыми регионами в Югославии. Инвестиции из такого фонда в большей степени направлялись на поддержание экономически отсталых Черногории, Боснии и Герцеговины, Македонии и особенно Косово. В последующем такое распределение денежных средств фонда явилось предметом ожесточённых споров со стороны Словении, не желавшей финансировать расходы других регионов в составе федерации.
Отдельными исследователями отмечается, что югославская федерация по конституции 1974 года была построена по модели кооперативного федерализма, который отличается от классического (дуалистического) тем, что взаимоотношения федерации и её субъектов выстраиваются по принципу равноправного сотрудничества, исключающего иерархическое подчинение между ними. Также имеется достаточно широкий объём совместных полномочий федерации и её субъектов, а ключевые решения по государственным вопросам должны приниматься путём использования переговорных и согласительных процедур. Подобная модель привела к тому, что в конституции недостаточно эффективно были прописаны вертикальные связи между федеральными и региональными органами власти, федеративные отношения были сильно ослаблены. Например, в случае неисполнения субъектами федерации федеральных нормативных актов, вопрос об их исполнении подлежал разрешению между федеральными и региональными органами на основе взаимного сотрудничества, обмене информацией и договорённостей. При этом федеральное правительство просто обращало на это внимание региональных правительств и просило их предпринять меры для надлежащего исполнения федеральных законов. Каких-либо иных действенных и оперативным мер конституция в указанном случае не предусматривала вообще. В случае обнаружения противоречий между федеральным и республиканским законодательством по одним и тем же вопросам, если они не относились к исключительной компетенции федерации, до момента окончательного разрешения спора в Конституционном суде СФРЮ, приоритет применения отдавался не федеральным, а республиканским законам. Подобная децентрализация и намеренное ослабление федеративных связей должна была по замыслу создателей конституции гармонизировать национальные отношения между народами и народностями Югославии, основанные на идеях братства и единства, однако на практике приводила к обратным результатам — росту национализма и взаимным претензиям между республиками и автономными краями.

Неофициальный флаг косовских албанцев в СФРЮ

Правовое положение Сербии по сравнению с остальными республиками было заметно ущемлено, поскольку входившие в её состав автономные края Воеводина и Косово наделялись полномочиями, аналогичными республиканским, и находились фактически в прямом федеральном подчинении. При этом сама Сербия в предметы ведения и полномочия, которыми конституция наделяла края, вмешиваться не имела права, и напротив, вопросы внутреннего устройства Сербии должны были всегда решаться только при согласовании их с автономными краями. В частности, Косово получило полное политическое самоуправление, при этом оставаясь наиболее экономически отсталым регионом в федерации, поэтому бремя экономического содержания края, который не мог самостоятельно финансировать все расходы по переданным в его ведение полномочиям, легло на югославскую федерацию.
Ранее по Конституции 1963 года автономные края являлись административной формой автономии, не имели собственной конституции, не наделялись законодательной компетенцией и правом создавать свои высшие органы власти. Однако в результате поправок к конституции, принятых в 1968 году, автономные края были наделены широкими правами и полномочиями в указанных сферах и приобрели характер автономий, имеющих признаки, присущие государственно-подобным образованиям. Данные положения были полностью перенесены в Конституцию 1974 года, кроме того автономные края также как и республики могли самостоятельно и без согласия Сербии осуществлять международное сотрудничество с различными субъектами международного права. Такая ситуация не устраивала руководство Сербии, которое пыталось, начиная с 1980 года, добиться изменения положений Конституции 1974 года. В Сербии считали, что неоправданно широкая самостоятельность автономных краёв ведёт к ослаблению республики и отнимает часть её атрибутов государственности. После событий, произошедших в 1981 году в Косове, работа по созданию законодательной базы в Сербии для ограничения самостоятельности автономных краёв только усилилась.

### Федеральные органы власти

#### Скупщина

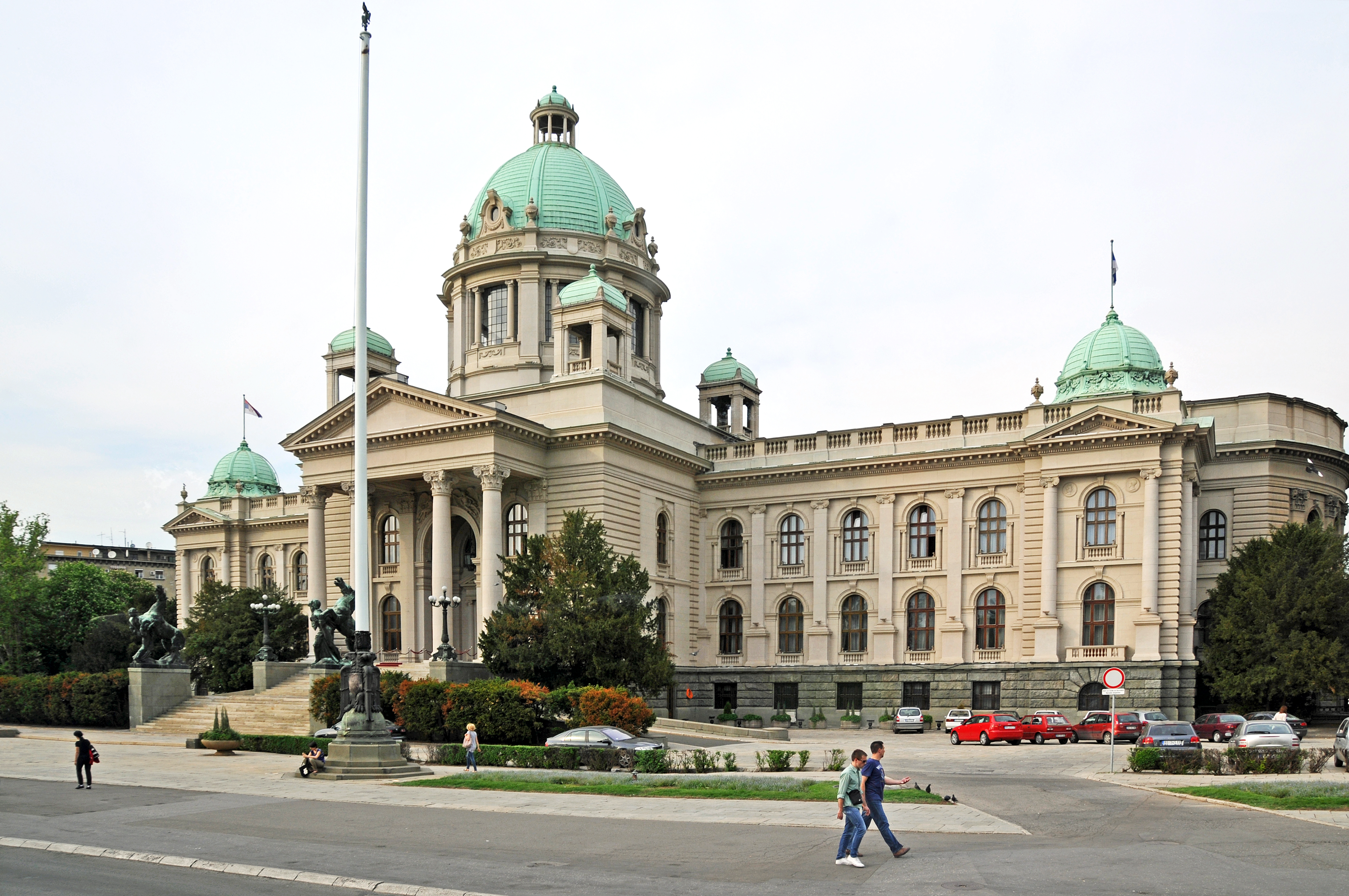
Здание, в котором заседала Скупщина СФРЮ в Белграде

Союзная скупщина была переименована в Скупщину СФРЮ, которая согласно конституции становилась верховным органом власти и общественного самоуправления в стране. По ранее действовавшей Конституции 1963 года федеральный парламент состоял из пяти палат. Наряду с Союзным вече, представлявшим интересы всей федерации, имелись также четыре палаты, представлявшие интересы самоуправляющихся организаций: Хозяйственное вече, Культурно-просветительское вече, Вече здравоохранения и социальной защиты (объединяли представителей различных профессиональных сфер) и Организационное-политическое вече (интегральное объединение всей системы самоуправления). Обновлённый парламент по Конституции 1974 года теперь состоял только из двух палат: Союзного вече и Вече республик и автономных краёв, в первой из которых делегаты также продолжили представлять интересы всей федерации, а во второй — интересы титульных югославских народов и народностей, населявших Югославию. Таким образом, в отличие от предыдущей конституции, на первый план выдвигался принцип формирования парламента, исходя из национального подхода, а не из представительства интересов трудящихся различных сфер жизнедеятельности и самоуправления. Делегаты из указанных сфер должны были включаться в Союзное вече. В состав Союзного вече входило по 30 делегатов от каждой республики и по 20 делегатов от автономного края. В Вече республик и краёв входили по 12 делегатов от каждой из республик и по 8 — от автономного края, которые одновременно сохраняли свои должности в направивших их республиканских и краевых парламентах. Все региональные скупщины по-прежнему являлись трёхпалатными и состояли из вече объединённого труда, вече местных содружеств и общественно-политического вече.
Конституция устанавливала сложную избирательную процедуру для формирования обеих палат федерального парламента и региональных скупщин. Указанные представительные органы окончательно перестают формироваться на основе прямого и всеобщего избирательного права, теперь в их состав должны входить исключительно лица, делегированные от тех или иных самоуправляющихся органов и организаций. Сначала гражданами, проживающими на определённой территории, формировались общинные скупщины на уровне городов и районов из числа членов организаций объединённого труда и трудовых коллективов, местных содружеств и общественно-политических организаций (Союза коммунистов Югославии, Социалистического союза трудового народа, Союза социалистической молодежи и Союза профсоюзов). Затем общинные скупщины избирали и направляли своих делегатов в первую палату федерального парламента — Союзное вече Скупщины СФРЮ, а также одновременно в республиканские и краевые скупщины, которые в свою очередь из избранных таким образом делегатов формировали свой состав делегатов уже во вторую палату федерального парламента — Вече республик и краёв Скупщины СФРЮ.
К исключительной компетенции Скупщины СФРЮ относились разработка новой либо изменение действующей конституции (формирование отдельного учредительного или конституционного собрания не предполагалось), законодательная функция, утверждение основных направлений внешней и внутренней политики (вопросы войны и мира, ратификация международных договоров, изменение государственных границ, планово-бюджетные вопросы и др.), формирование высших органов власти федерации и контроль за деятельностью государственных органов.

#### Президиум

Штандарт члена Президиума СФРЮ

Учреждённый впервые ещё в 1971 году, Президиум СФРЮ, согласно новой Конституции 1974 года, являлся коллективным органом для руководства страной, который посредством принципа равноправия всех народов, населяющих Югославию, был призван обеспечить совместные интересы республик и автономных краёв на федеральном уровне, выполнял роль органа высшего командования вооружёнными силами в военное и мирное время, определял основные направления внешней политики и государственной безопасности.
Мандат членов Президиума действовал в течение 5 лет. Конституция также сократила количество членов Президиума СФРЮ с 23 до 9 человек, в который теперь должны были входить по одному члену от каждой республики и края, направляемых региональными парламентами, а также президент страны. После смерти Тито его место перешло к председателю Союза коммунистов, который занимал должность члена президиума в порядке ex officio. Таким образом, коммунистическая партия пыталась закрепить свою роль в проведении национальной политики путём автоматического включения главы партии в число членов коллективного органа, выполнявшего функции главы государства. В 1988 году согласно поправке к конституции председатель СКЮ был исключён из числа членов Президиума.

#### Президент
Исходя из исторической роли Иосипа Броз Тито в Народно-освободительной войне и социалистической революции, образовании и развитии Социалистической Федеративной Республики Югославии, развитии югославского социалистического общества на основах самоуправления, осуществлении братства и единства народов и народностей Югославии, укреплении независимости страны и её международного положения в борьбе за мир во всем мире, согласно волеизъявлению трудящихся и граждан, народов и народностей Югославии, — по предложению скупщин республик и скупщин автономных краёв, Скупщина СФРЮ может избрать Иосипа Броз Тито Президентом Республики с неограниченным действием мандата.
Конституция сохранила также должность Президента Югославии, который в силу своего статуса представлял Югославию внутри страны и за границей, являлся председателем Президиума СФРЮ, верховным главнокомандующим вооружёнными силами и возглавлял Совет народной обороны. Впервые имя Иосипа Броз Тито было вписано в текст конституции в качестве пожизненного президента Югославии с перечислением его заслуг и достижений.
Формально конституция предусматривала право Скупщины СФРЮ по предложению региональных парламентов избирать кандидатуру Тито на должность президента страны неограниченное количество раз. Однако, учитывая огромный авторитет и влиятельность Тито, иных кандидатур, претендующих на роль президента страны, не имелось. Поэтому институт президента в Югославии скорее носил временный характер и создавался исключительно под одного единственного человека. После смерти Тито предполагалось, что должность президента будет упразднена, а управление государством полностью перейдёт в коллективный Президиум СФРЮ, который должен был избирать главу государства из числа своих членов ежегодно по принципу очередности от каждого субъекта федерации.

#### Союзное исполнительное вече

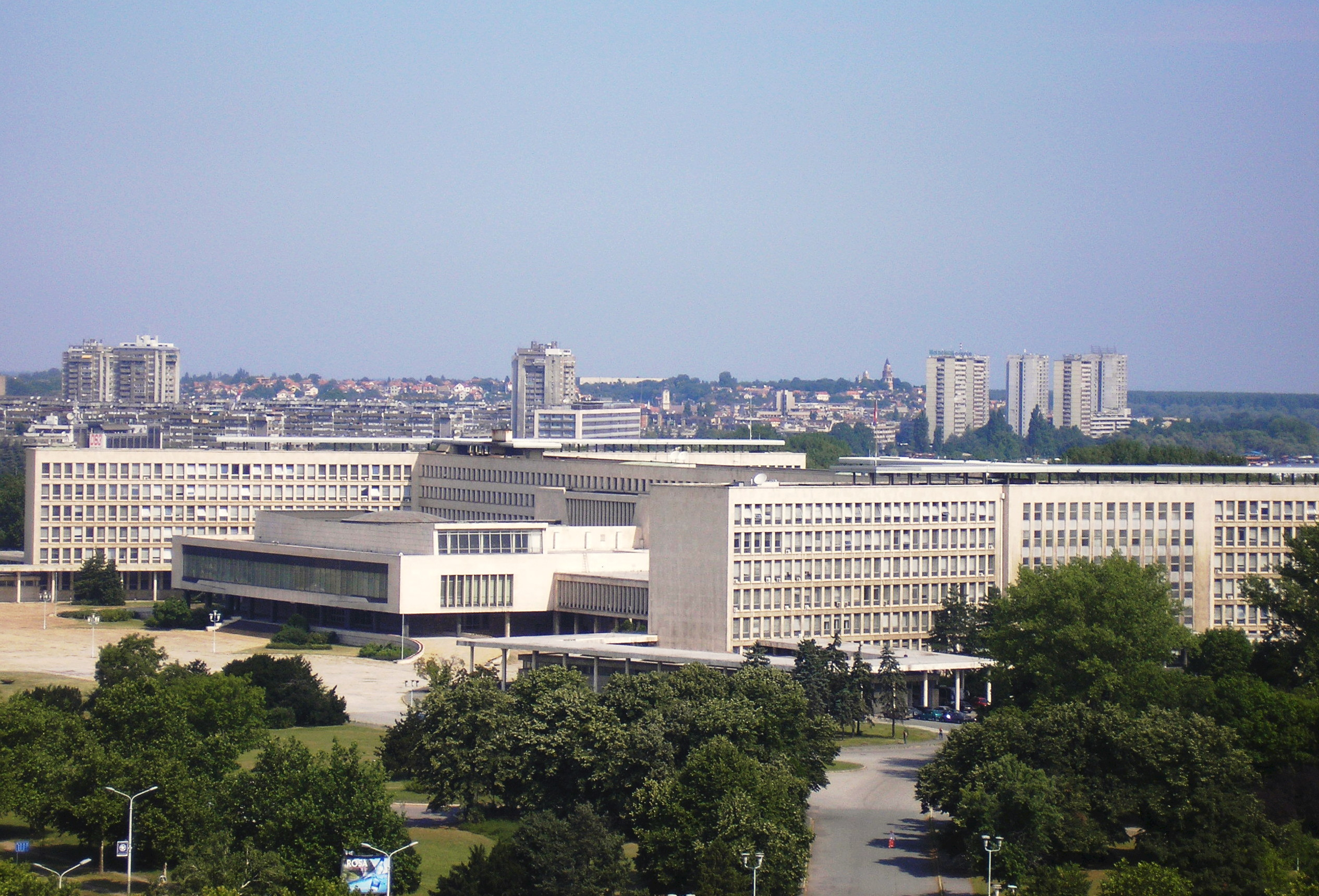
Бывшее здание Союзного исполнительного веча в Новом Белграде

Функции правительства выполняло Союзное исполнительное вече, созданное ещё в 1953 году. Согласно конституции оно являлось исполнительным органом Скупщины СФРЮ, подотчётным и подконтрольным ей. Председатель правительства назначался Скупщиной СФРЮ по предложению Президиума СФРЮ, члены правительства назначались также федеральным парламентом, однако их кандидатуры предлагал сам председатель правительства по согласованию со специальным комитетом Скупщины СФРЮ. В состав правительства помимо председателя и его двух заместителей входили равное число представителей республик и автономных краёв, союзные секретари (сельского хозяйства, строительства, внутренней торговли, финансов, иностранных дел, внешнеэкономических связей, промышленности и энергетики, внутренних дел, труда, юстиции и административных вопросов, народной обороны, транспорта и связи), а также руководители иных союзных органов управления и организаций. В рамках правительства также формировались различные комитеты и комиссии с участием представителей правительств республик и автономных краёв для решения межрегиональных вопросов. Председатель и члены правительства должны были назначаться сроком на 4 года не более двух сроков подряд с учётом пропорционального представительства всех народов Югославии.

#### Судебная система
Судебная система Югославии состояла из двух самостоятельных ветвей: судов, рассматривающих гражданские, административные и уголовные дела, и конституционных судов, осуществляющих конституционный контроль. Первую ветвь возглавлял Союзный суд СФРЮ, в прямом подчинении которого находились высшие республиканские и краевые суды, а также общинные суды на местах и военные суды. Также в такую систему входили суды самоуправления (суды объединённого труда, арбитражи, мировые суды, выборные суды и др.), которые создавались из представителей общественности для разрешения споров в сфере самоуправления. Федеральные, республиканские и краевые суды общей юрисдикции комплектовались только из числа профессиональных юристов, в общинных судах помимо профессиональных судей правосудие осуществляли представители общественности, избираемые общинами. В отличие от судов общей юрисдикции, конституционная судебная ветвь не предполагала иерархической подчинённости Конституционному суду СФРЮ республиканских и краевых конституционных судов, которые в пределах своей компетенции были абсолютно самостоятельными и независимыми друг от друга.
Конституция 1974 года изменила состав и порядок формирования федерального конституционного суда. Теперь он состоял из председателя и 13 судей, кандидатуры которых предлагались Президиумом СФРЮ с соблюдением принципа пропорциональности — по две от республик и по одной от автономных краёв, и назначались поровну обеими палатами Скупщины СФРЮ сроком на 8 лет. Такой порядок формирования суда хотя и соответствовал действующему в государстве принципу равноправного представительства всех югославских народов в федеральных органах власти, на практике не мог способствовать принятию судом взвешенных и беспристрастных решений, поскольку в случае наличия противоречий между различными составными частями федерации по национальному либо региональному мотивам, деятельность суда по осуществлению конституционного правосудия была бы блокирована со стороны отдельных судей, преследующих интересы своих республик либо краёв. Кроме того, полномочия суда по проверке регионального законодательства на соответствие федеральному были существенно сужены по сравнению с предыдущей конституцией 1963 года. В случае обнаружения несоответствий республиканских или краевых конституций положениям федеральной конституции, Конституционный суд СФРЮ мог только направить соответствующее заключение для его разрешения в Скупщину СФРЮ, если же устанавливалось противоречие регионального закона положениям федерального законодательства, конституционный суд не мог принять решение о его недействительности, а должен был обратиться в соответствующую региональную скупщину, которой предписывалось самостоятельно исправить такое несоответствие в течение 6 месяцев. Конституционный суд СФРЮ мог вмешаться и отменить противоречащий закон только в ситуации явного бездействия региональной скупщины по истечении отведённого законом срока.
Высшим должностным лицом федеральной правоохранительной системы являлся союзный общественный прокурор, назначаемый на должность Скупщиной СФРЮ. Общественная прокуратура осуществляла расследование преступлений, охрану и защиту конституционности и законности. Также отдельно формировалась военная прокуратура, которая совместно с военными судами, занималась защитой прав и привлечением к ответственности военнослужащих. Интересы трудящихся, связанных с правом на самоуправление, защищало специальное должностное лицо — союзный правозащитник по самоуправлению.

## Внесение поправок в конституцию

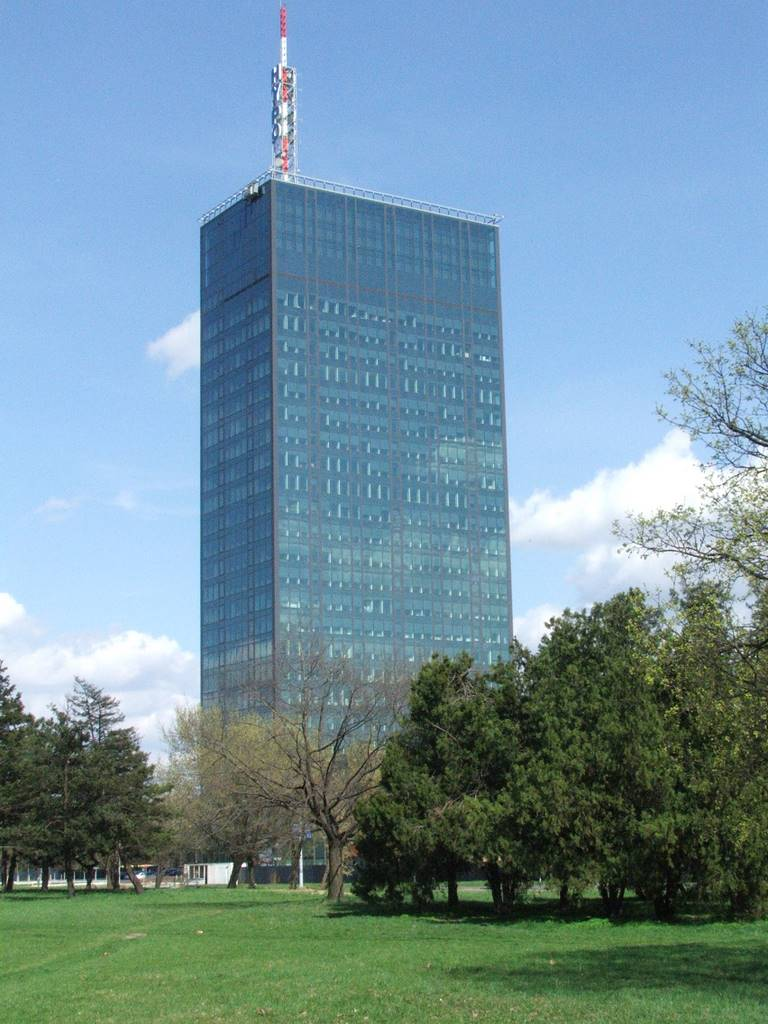
Бывшая штаб-квартира «уставореформаторов» — Центрального комитета Союза коммунистов Сербии — в Белграде

Больше всего возражений против положений Конституции СФРЮ 1974 года исходило от Сербии ввиду предоставления широкой автономии входящим в её состав Косову и Воеводине. При жизни Тито такое недовольство не было ярко выраженным, поскольку в отдельных случаях федеральным органам власти удавалось сдерживать стремления автономных краёв использовать свои полномочия, не считаясь с интересами Сербии. Конституция толковалась таким образом, чтобы степень предоставленной самостоятельности автономным краям не ограничивала свободу Сербии как республики, являющейся составной частью федерации. Тем не менее, по заданию Президиума Сербии группа сербских специалистов в 1977 году разработала предложения по внесению изменений в принятую конституцию, касающихся укрепления статуса федерации и восстановления её прежнего правового положения, при котором доминирование и обособленность республик и краёв не были бы настолько выраженными. Документ был издан только для служебного пользования и именовался «Голубой книгой». Вместе с тем, партийное руководство Сербии не решилось открыто выступить против Тито, ранее неоднократно возражавшего против любых идей по реформированию действующей конституции, и поэтому разработанные специалистами предложения поддержаны не были. Однако после смерти Тито в 1980 году политические силы в Сербии вновь активизировали свои попытки изменить положения конституции.
В 1980-х годах в Югославии образовались два противоборствующих политических лагеря: сторонников конституционной реформы («уставореформаторы»), вынашивавших идеи по радикальному изменению конституционных положений в сторону возвращения федеральному центру главенствующей роли в государстве, и защитников конституции («уставобранители»), которые выступали за сохранение существовавшего конституционного порядка, а любые реформы воспринимали как покушение на свободу самоуправления. К числу первых относились Сербия, Черногория и отчасти Македония, вторую группу составляли Словения и Хорватия. Наиболее острые споры по поводу необходимости изменения конституции возникли после случившихся беспорядков в Косове в 1981 году, поскольку Сербия воспринимала стремления косовских албанцев к обособлению и выделению своего края как сепаратизм, что в конечном итоге могло бы развалить федерацию. При этом Словения и Хорватия не разделяли такую обеспокоенность и всячески препятствовали политике централизации государства, что очень раздражало Сербию. Борьба двух лагерей превратилась в последующем в ожесточённое противостояние по разрешению любых вопросов на федеральном уровне между сербами с одной стороны, и словенцами и хорватами — с другой.
По мнению сторонников конституционной реформы, первостепенному изменению подлежали вопросы, касающиеся организации федерации, способов принятия решений в федеральных органах; порядка и принципов работы Союза коммунистов, его взаимоотношений с региональными властями; вертикальных отношений между Сербией и автономными краями, особенно с Косово; избирательной процедуры; кадровой политики и ответственности должностных лиц; механизма коллективного управления государством.

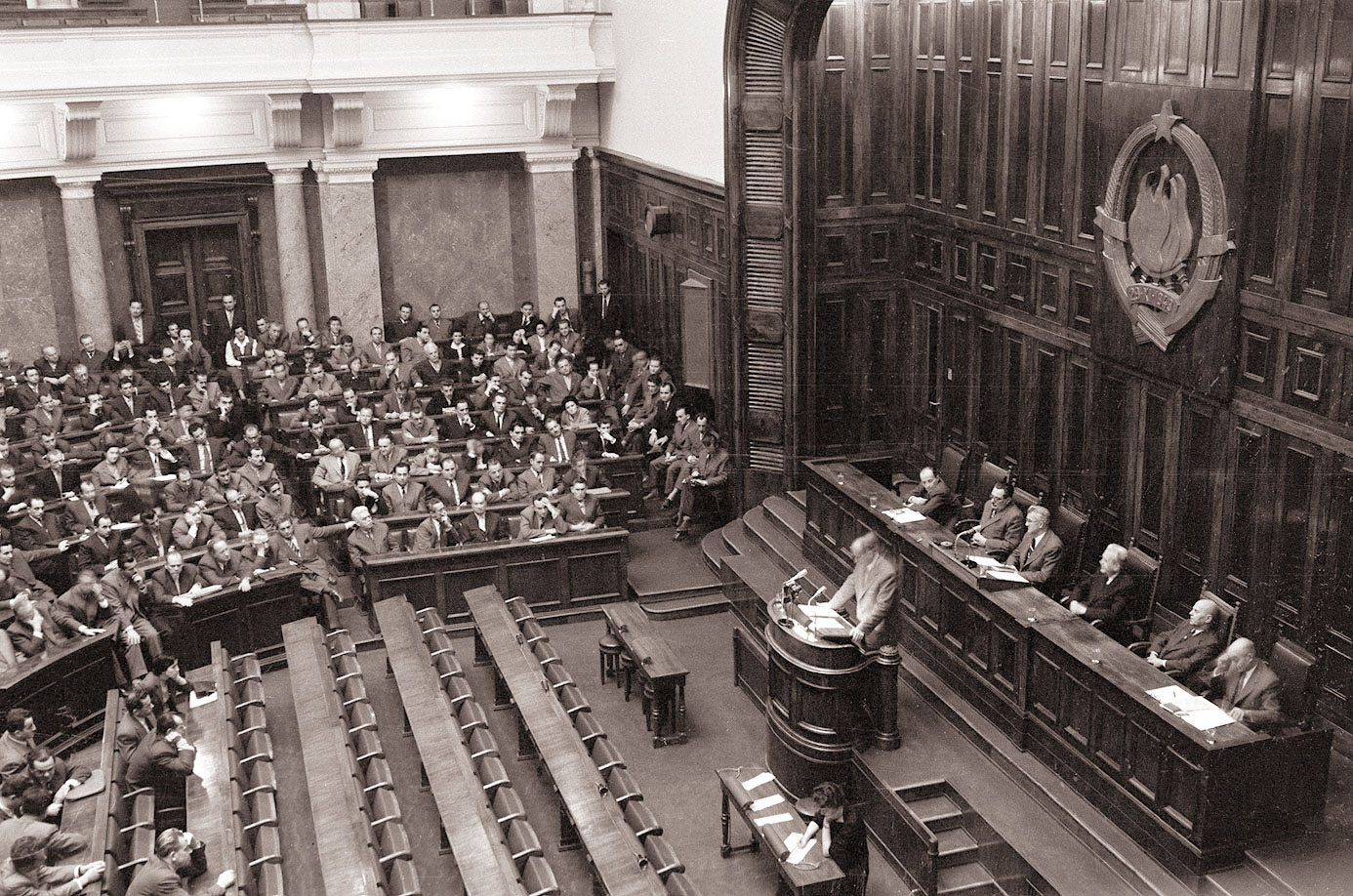
Зал заседаний Союзного вече Скупщины СФРЮ

Согласно конституции 1974 года, внесение в неё поправок было возможно после принятия соответствующего решения Союзным вече Скупщины СФРЮ, которое в свою очередь должно было согласовать его со всеми скупщинами республик и автономных краёв. После получения одобрения всех региональных парламентов и проведения всенародного обсуждения проекта вносимых поправок они принимались двумя третями голосов от общего числа делегатов Союзного вече Скупщины СФРЮ. При этом конституционные поправки могли быть приняты только при условии, что все без исключения республики и автономные края были с ними согласны. Такой сложный механизм обуславливался тем, что Югославия являлась договорной федерацией и изменение положений её конституции, как общественного договора, заключенного между республиками и краями, требовало полного согласия всех его договаривающихся сторон.
В 1981 году в конституцию было внесено 8 поправок. Их главная цель состояла в том, чтобы скорректировать действующий механизм коллективного управления государством совместно всеми представителями республик и краёв, который после ухода из жизни Тито и прекращения эпохи его авторитарного правления должен был быть реформирован. Примечательно, что впервые в конституции Югославии термин «коллективный орган» теперь использовался применительно к высшему политическому руководству. Одна из принятых поправок упраздняла пост пожизненного президента Югославии, ранее специально созданного под Иосипа Броз Тито, функции которого полностью перешли к Президиуму СФРЮ, состоявшему из девяти членов, поочередно сменявших друг друга на посту руководителя страны.
Наиболее масштабные изменения конституции произошли во второй половине 80-х годов. В декабре 1987 года Союзным вече Скупщины СФРЮ, в результате настойчивых усилий руководства Сербии, был разработан проект изменений действовавшей конституции, представленный на всенародное обсуждение. При этом не все республики восприняли предложенный проект положительно. В Хорватии выступали за сохранение конституции в неизменном виде. Словения опасалась централизации федеративного государства за счёт сужения компетенции республик и выступала резко против разработанных поправок. Остальные же республики не занимали однозначной позиции, считая, что предложенные поправки в любом случае не смогут преодолеть всех имеющихся кризисных явлений. По итогам состоявшегося обсуждения проекта Скупщиной СФРЮ в 1988 году принято 39 поправок к Конституции 1974 года. Основная часть таких изменений касалась финансово-экономических вопросов функционирования государства и взаимоотношения федерации с составными частями. В частности, устанавливалось единство финансовой, кредитной, налоговой и валютной систем; федеральные полномочия дополнялись правом определения стратегии развития государства, создания фондов товарных резервов и финансового содержания армии, принятия федеральных законов в области экологии. Федеральные органы наделялись правом вмешательства в деятельность республик и краёв в случае нарушения ими федеральных законов, а также выступать арбитром при разрешении споров между субъектами федерации при наличии коллизий в их законодательстве. На содержание Югославской народной армии федерация должна была выделять определённую часть национального дохода. Также были полностью пересмотрены компетенция и правовой статус автономных краёв, которые теперь становились подконтрольными и подотчётными правительству Сербии, не имели больше права осуществлять самостоятельное международное сотрудничество без разрешения сербских властей и утрачивали все элементы государственности, ранее закреплённые в конституции. С этого момента статус автономного края больше не приравнивался к статусу социалистической республики. Устанавливалось, что делегаты, входящие в состав Скупщины СФРЮ, должны были избираться прямым голосованием, а не просто утверждаться из числа членов самоуправляющихся организаций.

## Политический кризис и прекращение действия конституции

### Кризис федеративных отношений. Рост национализма в Югославии

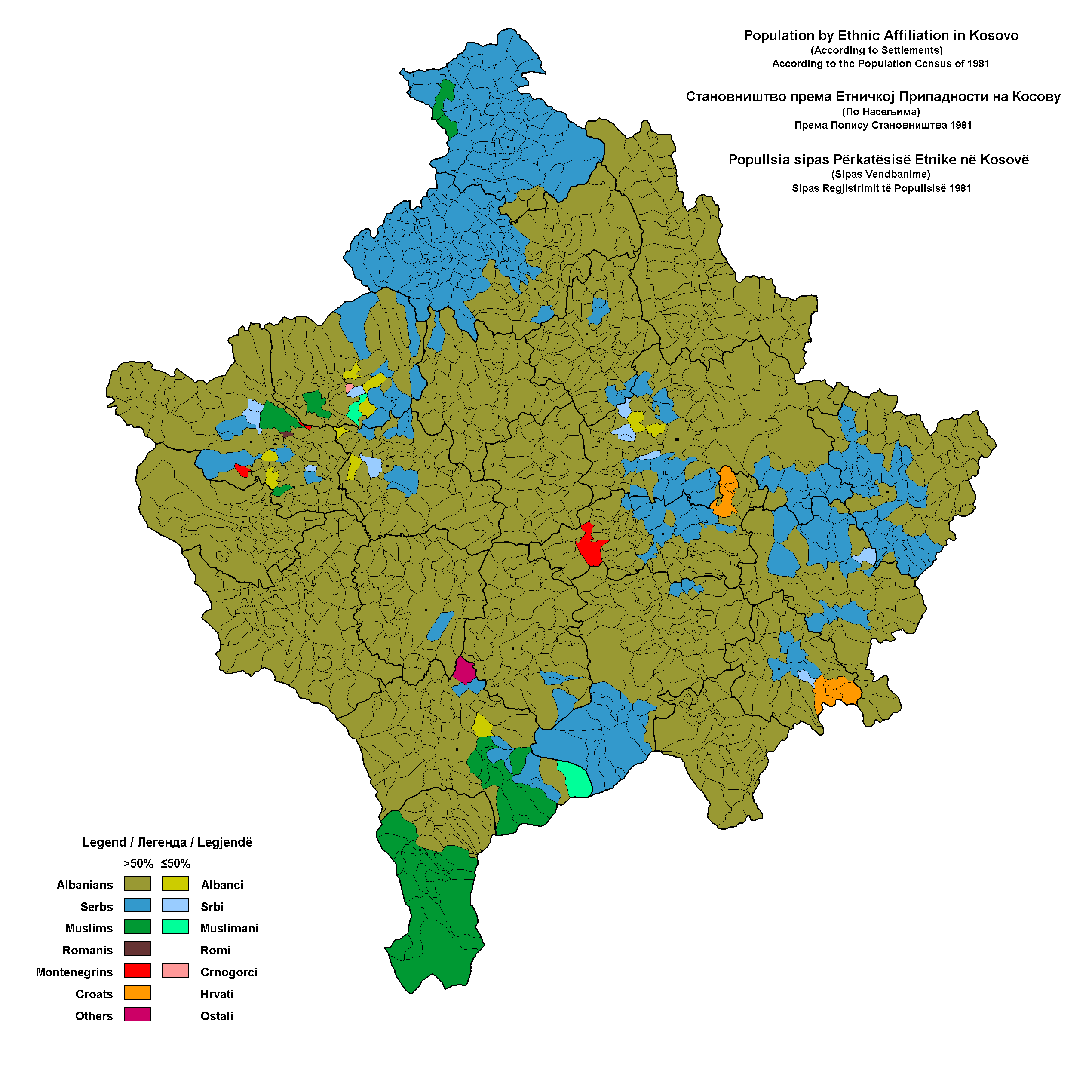
Этнический состав Автономного края Косово в 1981 году

Сразу после смерти Тито в Югославии остро обострились кризисные явления в экономике и в действовавшей политической идеологии. Экономическая ситуация ухудшилась в связи с наличием у Югославии большого внешнего долга, обслуживание которого стало затруднительным после нефтяного кризиса 1979—1980 годов, общего падения промышленного производства и резкого роста инфляции. Более того, система объединённого труда в этой ситуации показала свою полную неэффективность и не смогла предотвратить снижение производительности труда и возникновения безработицы. На фоне указанных процессов в республиках и краях резко усилились националистические настроения и протекционизм, которые начали спасать только собственную экономику и вводить защитные меры в ущерб общеюгославскому рынку. Федеральный центр потерял контроль над экономическими процессами и не смог оперативно исправить ситуацию. Кроме того, из-за сложности бюрократических процедур, установленных Конституцией 1974 года, в том числе и в связи с необходимостью постоянного согласования всех решений с региональными властями республик и краёв, федеральная исполнительная власть была парализована и не могла адекватно реагировать и влиять на различные процессы в стране.
Экономические проблемы вызвали очередную волну сепаратистского движения албанского населения в Косове, которые, являясь третьей по численности нацией, чувствовали себя в составе федерации ущербно, поскольку не обладали собственной республикой, а предоставленная автономия в рамках Сербии не удовлетворяла их интересам. Косово было полностью дотационным регионом, занимавшем в Югославии последнее место по уровню жизни. В марте 1981 года на этой почве в Приштине произошли массовые беспорядки и столкновения людей с органами правопорядка, которыми выдвигались требования о предоставлении Косову полной независимости от СФРЮ. В итоге беспорядки были подавлены при помощи югославской армии. Сербское руководство расценивало такие протесты и требования этнических албанцев как стремление к отделению Косова из состава федерации с целью последующего объединения с Албанией. С этого момента началась открытая конфронтация между сербским и албанским народами, которая негативным образом отражалась на работе федеральных органов власти и вела к дестабилизации государственного управления. Кроме того, в Косове обострялись взаимоотношения между указанными народами и на бытовом уровне. Отмечались случаи взаимного притеснения и дискриминации с обеих сторон, совершения преступлений по национальному мотиву. Такая ситуация вынуждала сербское население покидать территорию края и перебираться в Центральную Сербию.
На события, происходившие в Косове, очень болезненно реагировали сербские интеллектуалы и общественность. В 1986 году в белградской газете «Вечерние новости» был опубликован меморандум Сербской академии наук и искусств (САНИ), ставший манифестом сербских националистов. Этот документ состоял из двух частей — анализа положения в Югославии и требований националистического крыла сербского общества, включая и антикоммунистически настроенных диссидентов, подвергавшихся преследованиям властей. В меморандуме утверждалось, что вину за все экономические и политические кризисы в стране несёт коммунистическое правление, которое в течение 45 лет нахождения во власти, занималось лишь антисербской деятельностью, результатом чего явилось принятие Конституции 1974 года, сделавшей Сербию более слабой по сравнению с остальными республиками федерации, а сербское население подверглось дискриминации со стороны других народов в Косове и Хорватии. В документе содержался призыв о необходимости объединения всех земель, где большинство составляли сербы, для решения вопроса о сохранении их культурной и национальной самоидентичности. После публикации, меморандум подвергся критике как со стороны официальных властей Сербии, так и со стороны политического класса и интеллектуалов в других республиках СФРЮ. Однако впоследствии идеи и концепция этого меморандума получили широкое распространение в сербском обществе и заложенные в нём идеи в конце 1980-х — начале 1990-х годов стали активно использоваться различными политическими силами. Меморандум САНИ подрывал с трудом удерживавшийся наследниками Тито этнополитический и идеологический баланс в стране. В частности, его результатом стали многотысячные митинги по всей Сербии, в остальных югославских республиках также начались аналогичные националистические выступления, выдвигавшие на первый план идеи об обретении республиками независимости путём отделения от федерации.

Слободан Милошевич

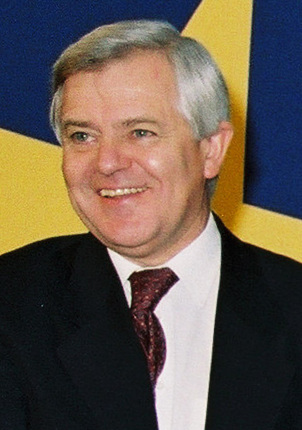
Милан Кучан

Именно под давлением Сербии в связи с непрекращающимися волнениями в Косове федеральный парламент в 1987 году приступил к изменению положений конституции, заключавшейся в усилении федеральных полномочий и пересмотре статуса социалистических автономных краёв в целях разрешения сложившегося кризиса. Однако проводимая конституционная реформа не нашла понимания со стороны остальных югославских республик, которые не желали добровольно ограничивать свои самоуправленческие права и всячески сопротивлялись тенденциям, направленным на усиление позиций центральной власти. Между Сербией и находившимися в оппозиции по отношению к ней Словенией и Хорватией начинают постепенно нарастать противоречия в экономической, политической и национальной сферах. После победы Слободана Милошевича на восьмой сессии Центрального комитета Союза коммунистов Сербии в сентябре 1987 года новое сербское руководство стало активней добиваться пересмотра федеральной конституции. Помимо этого, Слободан Милошевич, воспользовавшись национальной риторикой и организовав акции протеста против местной бюрократии (так называемая «Антибюрократическая революция»), сумел заменить политическое руководство в Косове и Воеводине, а также в соседней Черногории на лояльных сербскому руководству лиц. Антибюрократическая революция повлияла на баланс сил в Президиуме СФРЮ в пользу Сербии. Весной 1989 года после изменения Конституции 1974 года были спешно приняты поправки к Конституции Сербии и к краевым конституциям, которые значительно сузили автономию Косова и Воеводины, лишили их права вето по любым конституционным вопросам и ограничили законодательные, исполнительные и судебные полномочия. Указанные изменения вызвали бурную волну протестов косовских албанцев, возражения которых были открыто поддержаны властями Словении во главе с Миланом Кучаном, заявившем о своей солидарности с Косово. В ответ на это сербское руководство призвало бойкотировать словенские товары на своей территории. Новый виток политической напряженности между Сербией и другими республиками, входившими в состав СФРЮ, произошёл после произнесения Милошевичем летом 1989 года речи у монумента Газиместан на Косовом поле во время празднования 600-летия Косовской битвы, в которой он заявлял, что все беды сербского народа возникли из-за принятия Конституции 1974 года, и сербы в текущий момент находятся на пороге крупных вооружённых сражений ради своего будущего и процветания родины. Данная речь получила неоднозначную оценку со стороны представителей Словении и Хорватии, увидевших в ней опасные предпосылки неминуемого краха государства.
Националистические взгляды существовали также и в остальных югославских республиках, усиливающие центробежные тенденции в федерации. Словения, являясь наиболее экономически прогрессивным регионом, считала, что только за счёт неё держится вся экономика Югославии и ей приходится содержать остальные республики, заметно отстававшие в своём развитии. Такая ситуация сильно раздражала словенское общество, которое начиная с 1989 года активно продвигало идеи о независимости Словении от СФРЮ и необходимости интегрирования в европейские структуры. Политическое руководство Словении и Сербии, имевшие диаметрально противоположные взгляды по поводу причин общеюгославского кризиса и будущего федеративного государства, постоянно вступали в открытую перепалку между собой, обвиняя и упрекая друг друга. Хорватский национализм заключался в желании иметь мононацинальный состав своей республики, а поскольку на территории Хорватии постоянно проживала довольно большая группа этнических сербов, на этой почве возникали постоянные конфликты. Также хорватские националисты продолжили развивать и отстаивать идеи, заложенные во время Хорватской весны, запрещённой югославским руководством ещё в начале 70-х годов. Ситуация в Боснии и Герцеговине характеризовалась ростом исламизации общества, а в Македонии существовала взаимная неприязнь между македонским и албанским народами.

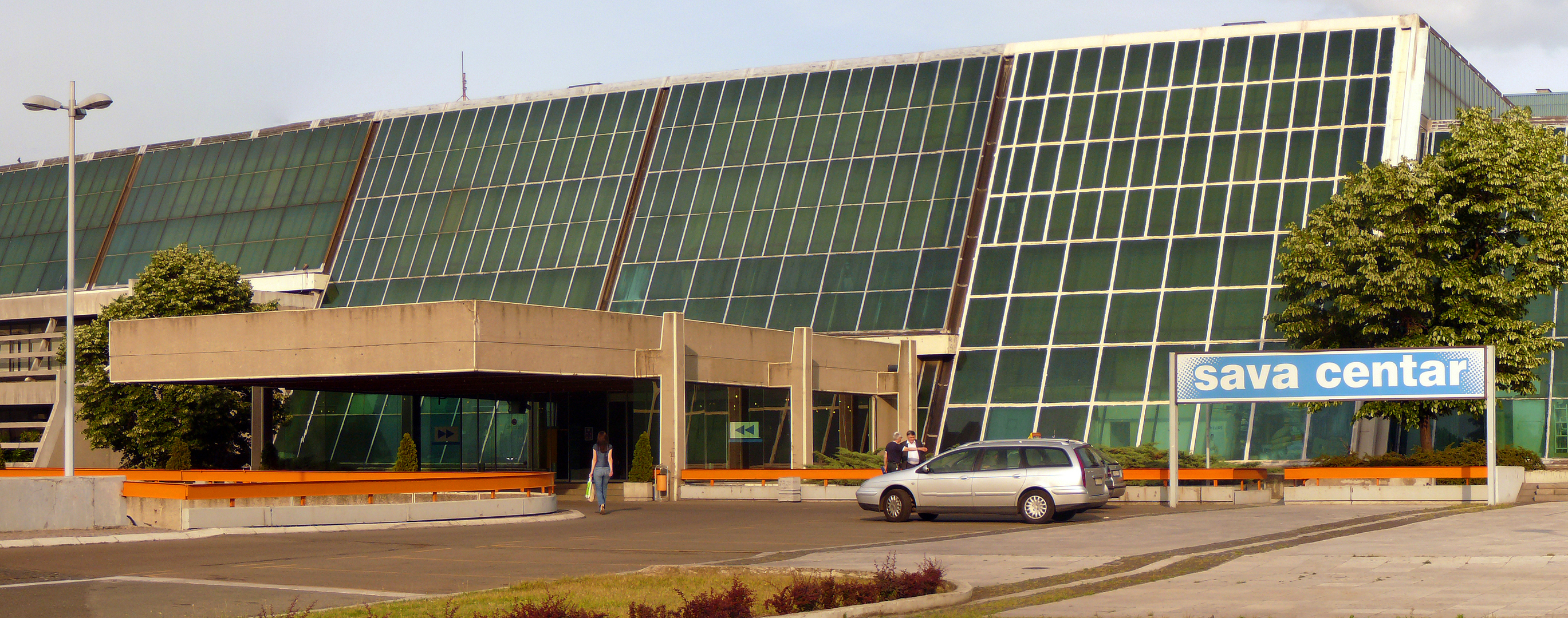
Сава-центр, в котором в 1990 году состоялся последний съезд коммунистов Югославии

Республиканский национализм и существующие противоречия между федеральными единицами привели к полному развалу Союза коммунистов Югославии, для которого Четырнадцатый внеочередной съезд, созванный в январе 1990 года оказался последним в истории. На съезде словенская делегация выдвинула требование о необходимости реорганизации партии по конфедеративному типу с предоставлением республиканским отделениям большей самостоятельности и свободы, а голосование предлагалось производить фракционнымыми группами делегатов от каждой республики, выражающими общее мнение. С указанными предложениями категорически была не согласна сербская делегация, выступавшая за централизацию партии, при которой каждый бы её член обладал одним голосом. В итоге требования Словении были полностью отклонены, после чего её делегация в полном составе покинула съезд, а вслед за ней в работе собрания отказались участвовать делегации из Хорватии и Боснии и Герцеговины. Тем самым фактически произошёл самороспуск Союза коммунистов, крах которого привёл к тому, что единая идеология, много лет скреплявшая югославскую федерацию, перестала существовать.

### Отказ от соблюдения конституции
Несостоятельность экономической и политической систем, неразрешённые противоречия между республиками, постоянное стремление Словении и Хорватии к отделению из состава федерации привели к началу 1990-х годов к постепенному разбалтыванию всей вертикали государственной власти, в результате чего югославские республики перестают считать для себя обязательным исполнение положений Конституции 1974 года, союзных законов, а также решения и указания федеральных органов власти. С этих пор республики начинают проводить политику исходя из собственных национальных интересов, не считаясь с общефедеральными интересами.

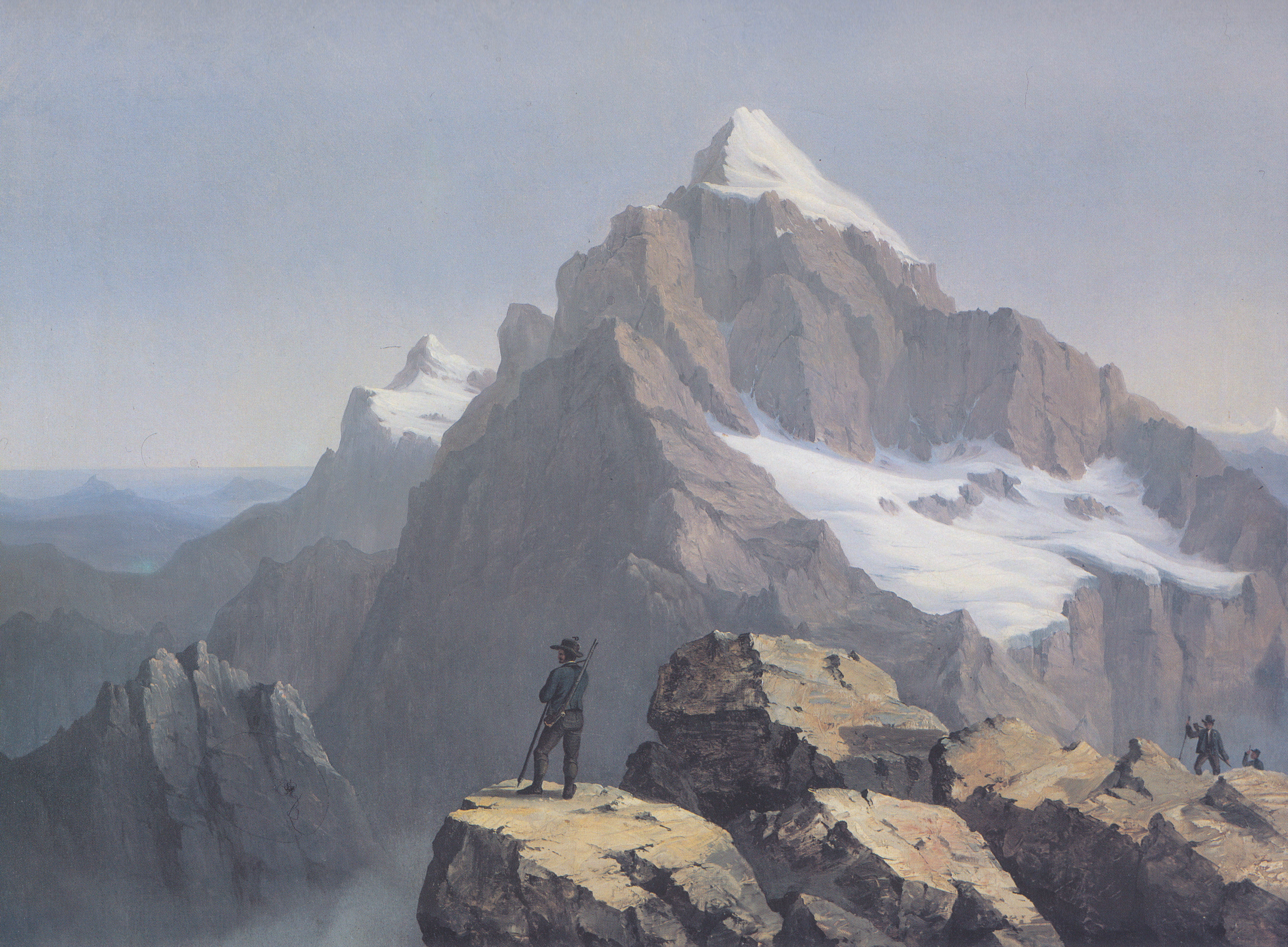
Гора Триглав — символ словенского национализма. Картина словенского художника Марко Пернхарта

После конституционных поправок 1988 года, вызвавших споры и недовольство среди политического руководства республик, республиканское законодательство подлежало приведению в соответствие с федеральной конституцией. Однако не все республики, за исключением Сербии, поспешили к изменению своих нормативных актов. Позиция Словении заключалась в том, что необходимо было сперва принять совершенно новые конституции республик, а затем на их основе подготавливать изменения в федеральную конституцию либо менять её целиком. При этом республиканские конституции настолько расходились между собой, что достичь какого-либо единства, особенно в позициях Словении и Сербии, было просто невозможно. Не желая подчиняться указаниям федеральных властей, главным образом касательно исполнения недавно принятых поправок к федеральной конституции, Словения, действуя на опережение, решила кардинально изменить свою собственную конституцию. В частности, в сентябре 1989 года в неё был внесён ряд дополнений, которые предусматривали неотъемлемое право республики на отделение от федерации и право самостоятельного определения объёма отчислений в федеральный бюджет. Кроме того, указывалось, что федеральные органы не могли вводить режим чрезвычайного положения на территории Словении без получения разрешения словенского парламента, а республика могла самостоятельно определять курс своей международной политики и порядок взаимоотношений с иностранными государствами. При этом деятельность служб государственной безопасности подлежала контролю со стороны парламента. Отдельно отмечалось, что вопрос о суверенитете Словении подлежал рассмотрению гражданами на референдуме. Обновлённая словенская конституция была раскритикована Сербией, считавшей её противоречащей Конституции СФРЮ в связи с закреплением в ней механизма отделения от Югославии. Вместе с тем, поскольку югославская федерация уже была охвачена политическим хаосом и отсутствием единства между республиками, призывы Сербии остались неуслышанными. В дальнейшем власти Словении объявили недействительными на территории республики 27 федеральных законов и указали, что любые федеральные законы будут действовать на её территории только после их одобрения республиканским парламентом. К 1991 году Словения существенно сократила взносы в федеральный бюджет и полностью отказалась от внесения средств в специальный федеральный фонд по поддержанию экономики слаборазвитых регионов Югославии. Таким образом, Словения стремилась к обособлению своего национального законодательства и фактически самоустранилась от участия в общеюгославских мероприятиях.
Исследователями отмечается, что к 1990 году участились случаи нарушения республиками и автономными краями югославской конституции 1974 года, в особенности гарантированных ею прав человека и гражданина, а также принципов равенства в межнациональных отношениях. В частности, указывалось о систематическом нарушении равноправия народов и народностей в области языка и письменности, которое проявлялось в дискриминации кириллицы на территории Словении и Хорватии, а между сербами и хорватами существовала лингвистическая вражда по поводу использования сербохорватского языка. Возникали случаи дискриминации по национальному признаку при трудоустройстве и нарушения иных трудовых прав народов, не относящихся к национальному большинству на территории определённых республик и краёв. В региональных парламентах Боснии и Герцеговины и Косова открыто пропагандировались идеи о необходимости создания этнически чистых регионов. В отдельных случаях фиксировались хулиганские действия и экстремистские выступления лиц, придерживающихся националистических взглядов, против представителей некоренного населения.
Окончательный отказ следовать положениям Конституции СФРЮ 1974 года со стороны Сербии был сделан в сентябре 1990 года, когда была принята новая сербская конституция, закреплявшая полную отмену элементов государственности у автономных краёв (Косово переименовано в Косово и Метохию), а из наименования Сербии исключалось слово «социалистическая». Конституция Сербии также в одностороннем порядке наделяла республику полномочиями в области национальной обороны и безопасности, которые ранее принадлежали только федерации и содержала оговорку, что её правовая система могла больше не подчиняться федеральному законодательству, если это вступало в противоречие с национальными интересами республики. Аналогичный процесс имел место в Словении, где в марте 1990 года была разработана, а в декабре 1991 года принята демократическая конституция, положившая конец социалистической системе. В Хорватии после выборов 1990 года поправки к прежней республиканской конституции сначала устранили все социалистические черты, а в декабре 1990 года была принята новая хорватская конституция. После проведённых осенью 1990 года выборов в Боснии и Герцеговине и Македонии их социалистические конституции также были отменены, а Черногория официально оформила изменения только к осени 1992 года, приняв новую республиканскую конституцию.

### Кульминация конституционного кризиса. Конец конституции
В конце 1990 года, после проведения в стране первых многопартийных выборов и прихода к власти в республиках националистических правительств на первый план был выдвинут вопрос об изменении конституционного устройства Югославии. Словения и Хорватия предлагали преобразовать существующий союз в классическую конфедерацию, Сербия и Черногория напротив отстаивали сохранение федеративного государства. Босния и Герцеговина и Македония придерживались неопределённой позиции и лавировали между двумя вариантами. В первой половине 1991 года обсуждение указанного вопроса сперва активно проводилось в Президиуме СФРЮ, затем обсуждения проходили уже без участия федерального центра путём двусторонних встреч между всеми республиками. В итоге такие переговоры не привели к какому-либо положительному результату, поскольку единство мнений относительно будущего Югославии у республик отсутствовало.

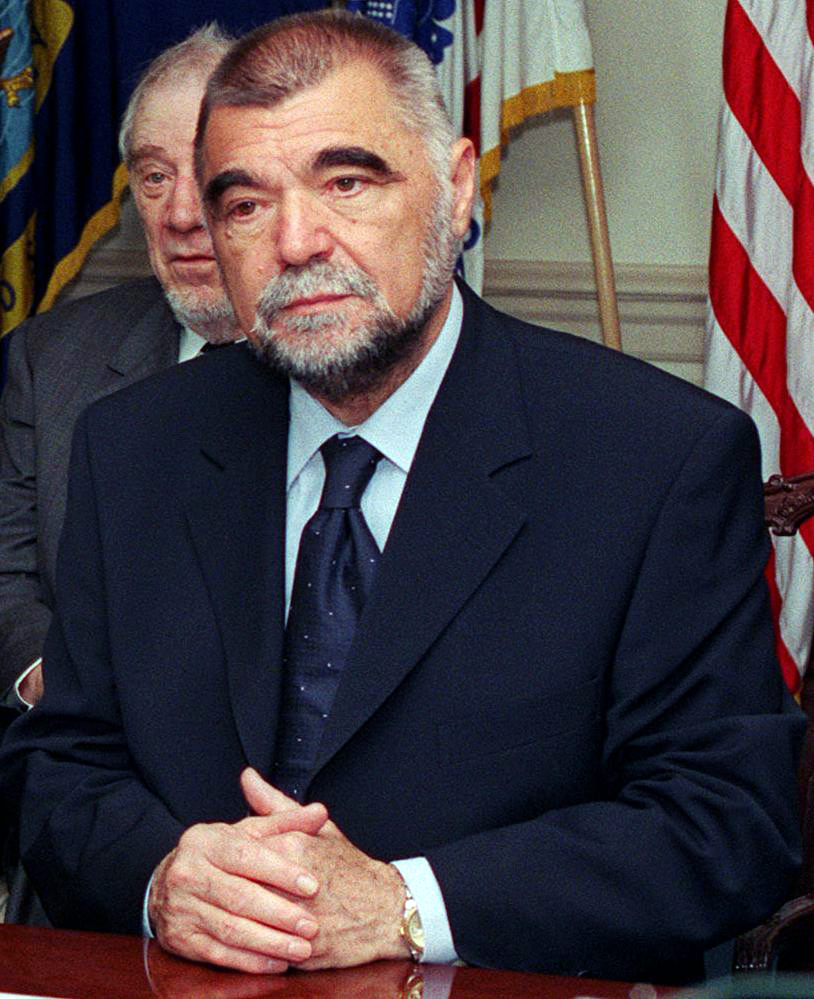
Степан Месич

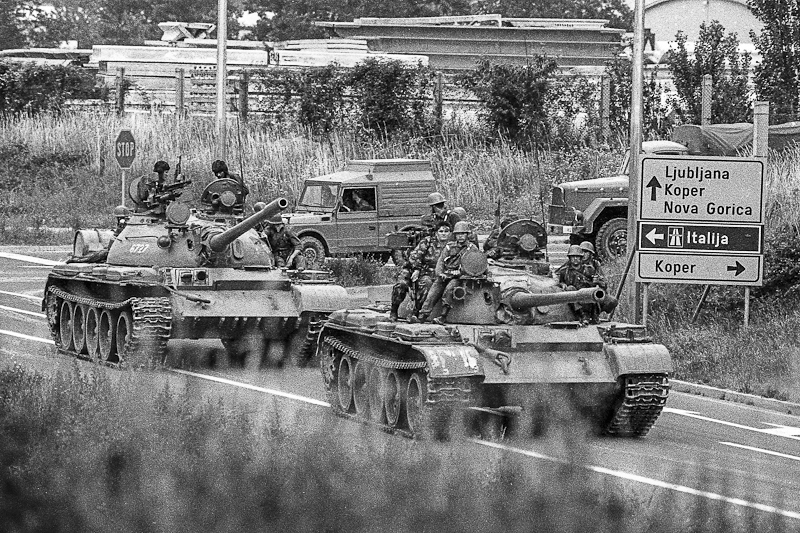
Ввод войск ЮНА на территорию Словении в рамках десятидневной войны

В мае 1991 года должна была состояться очередная смена председателя Президиума СФРЮ, пост которого в порядке ротации переходил к представителю Хорватии Степану Месичу. Однако, поскольку председатель формально подлежал избранию через проведение голосования среди членов Президиума, представители Сербии, Воеводины, Косова и Черногории заблокировали это решение, проголосовав против его кандидатуры. Такое решение было мотивировано сильным расхождением взглядов Степана Месича с позицией данных регионов СФРЮ по поводу будущего конституционного устройства Югославии. По их мнению Месич преследовал лишь национальные интересы Хорватии о стремлении её к независимости в ущерб интересам остальных народов, связанных с сохранением федерации. Таким образом, Югославия фактически осталась без федерального руководства. Ситуация также осложнялась тем, что Словения и Хорватия отозвали всех своих делегатов из федерального парламента — Скупщины СФРЮ. Месич в итоге был избран председателем Президиума только после настойчивых уговоров ряда западных стран к концу июня 1991 года, когда страна уже находилась в состоянии глубокого политического кризиса: Словения и Хорватия приняли декларации о собственной независимости после проведённых там референдумов, между югославской армией и силами Территориальной обороны Словении начался вооружённый конфликт, а на территории Хорватии напряжённость между сербами и хорватами грозила перерасти в полномасштабную войну. Вместе с тем, окончательно наладить прежнюю работу федеральных органов власти так и не удалось. Сначала Словения и Хорватия, а затем и Македония и Босния и Герцеговина перестали принимать всякое участие в их деятельности. Президиум и Скупщина СФРЮ не функционировали в полном составе до конца 1991 года, их решения и указания перестают восприниматься в качестве общеобязательных не только внутри Югославии, но и на международном уровне.
Оставшиеся в составе федерации Сербия и Черногория не признавались мировым сообществом в качестве продолжателей Югославии. Специально сформированная Европейским сообществом для урегулирования югославского кризиса международная арбитражная комиссия в ноябре 1991 года пришла к выводу о начале процесса распада Югославии, обосновывая это тем, что в связи с начавшимся конституционным кризисом она больше не имела эффективной власти, способной контролировать внутриполитическую ситуацию и составные части федерации. Общие для федерации конституционные органы (Президиум, Скупщина, Союзный совет, Союзное исполнительное вече, Конституционный суд, федеральная армия) перестали представлять общие интересы всех республик, большинство из которых отказались от участия в их формировании и работе. Применение силы привело к вооружённому конфликту между различными частями федерации, а органы власти федерации и республик доказали свою неспособность обеспечить соблюдение режима прекращения огня. Арбитражная комиссия также указала, что Югославия именно распалась как государство без сохранения своей международной правосубъектности и все бывшие югославские республики являются её равноправными правопреемниками, при этом никакая из республик в отдельности либо их объединения не могут пользоваться членством и международными правами бывшей СФРЮ в международных организациях, включая участие в ООН, однако каждое такое государство вправе заново подать заявку на членство в международных организациях.

Государственный герб вновь образованной Союзной Республики Югославии (1992—2003)

Хорватия и Словения обрели свою государственность 8 октября 1991 года (дата окончания моратория для вступления в силу деклараций о независимости в соответствии с Брионским соглашением), Македония — 17 ноября 1991 года (дата принятия Конституции Македонии), Босния и Герцеговина — 6 марта 1992 года (дата окончательного подведения итогов референдума о независимости). Сопротивлявшиеся долгое время распаду СФРЮ, Сербия и Черногория, с учётом своей исторической связи, заново объединились в Союзную Республику Югославию (СРЮ), приняв 27 апреля 1992 года новую федеральную конституцию. Таким образом, с указанного времени действие прежней Конституции 1974 года фактически было прекращено, поскольку социалистическая Югославия юридически перестала существовать.
Уже после прекращения действия Конституции 1974 года её положения однажды были применены Арбитражной комиссией по Югославии при разрешении летом 1993 года вопросов правопреемства между новыми постъюгославскими государствами в отношении принадлежности им имущества, архивов и долгов бывшей СФРЮ. Так, Арбитражная комиссия в своём четырнадцатом заключении при решении вопроса о разделе государственного имущества пришла к выводу, что для определения его принадлежности федеральным структурам необходимо руководствоваться положениями Конституции 1974 года о предметах ведения и полномочиях бывшей югославской федерации. Из этого следовало, что любое федеральное имущество подлежало пропорциональному и справедливому распределению между всеми её республиками, а имущество, находящееся на территории конкретных югославских республик, и используемое в рамках их собственной компетенции и полномочий, оставалось за ними.

## Влияние конституции на распад Югославии
Вопрос о системном значении Конституции СФРЮ 1974 года при анализе причин распада Югославии является весьма дискуссионным.
Одни исследователи полагают, что именно конституционная реформа 1974 года, предусматривавшая сильную децентрализацию субъектов федерации и отсутствие между ними и федеральным центром строгой вертикальной подчинённости, породила предпосылки к возникновению дезинтеграционных процессов, усилив в республиках национальный компонент и стремление их к обретению независимости от федерации. Наделение республик излишней самостоятельностью по всем ключевым вопросам с одновременным установлением координирующей роли федеральных органов привело к тому, что югославская федерация всё больше превращалась в сугубо формальное объединение национально-территориальных образований. Такой дисбаланс в федеративных отношениях привёл к постепенному обособлению республик и их не желанию участвовать в решении общефедеральных вопросов. В этой ситуации конституция, изначально заложившая идею организации государства со слабой федеральной властью, в итоге не смогла создать полноценный правовой фундамент для обеспечения единства всех федеральных единиц и разрешению между ними возникающих национальных противоречий.
Другие исследователи напротив оценивают Конституцию 1974 года достаточно положительно, характеризуя её как прогрессивную в вопросах установления всеобщей системы самоуправления, демократизации югославского общества и существенного расширения прав республик в рамках федерации. Причины распада Югославии они связывают не с принятием и дальнейшим действием конституции, а с начавшемся в стране социально-экономическим кризисом, смертью Иосипа Броз Тито, усилением и неуправляемостью национальной вражды между республиками. В западной историографии точкой отсчёта распада Югославии называется дата смерти Тито в 1980 году, а не 1974 год, когда была принята Конституция СФРЮ.
В литературе также встречаются мнения, что не сам факт принятия в 1974 году Конституции СФРЮ, а последующие её изменения в 1980-х годах привели к расшатыванию федеральной системы и распаду государства. Однако на этот счёт существуют две различные точки зрения, противоположные друг к другу. Первая заключается в том, что стремление Сербии к большей централизации югославского государства и активное продавливание ею идей по изменению конституции в сторону усиления позиций федерального центра встретили обратный эффект. Остальные югославские республики, в отличие от Сербии, не желали ограничивать свою самостоятельность в рамках федерации, и потому в конечном итоге потеряли всякий интерес к федеративной интеграции и стали задумываться о собственном суверенитете. Согласно второй позиции, отказ со стороны отдельных югославских республик следовать принятым в 1988 году поправкам к действовавшей тогда Конституции Югославии, особенно со стороны Словении, которая в 1989 и 1990 годах существенным образом изменила свою республиканскую конституцию, окончательно подорвало единство федеральной правовой системы. Соответственно такие односторонние и неконституционные действия привели к необратимым кризисным последствиям, сначала расколовшим, а затем полностью уничтожившим федерацию.